# Biểu tình Tây Nguyên 2004
Biểu tình Tây Nguyên 2004 (còn được biết đến với tên gọi Bạo loạn Tây Nguyên 2004 hoặc Thảm sát Phục Sinh) là một cuộc biểu tình của người Thượng xảy ra vào Lễ Phục Sinh ngày 10–11 tháng 4 năm 2004 tại Tây Nguyên thuộc Việt Nam; tổng cộng khoảng 10.000–30.000 người Thượng tham gia tại Đắk Lắk, Gia Lai, Đắk Nông.
Người Thượng tuyên bố biểu tình nhằm mục tiêu đòi quyền lợi đất đai và tự do tôn giáo cùng quyền tự trị. Chính phủ Việt Nam thông cáo biểu tình nhằm thành lập Nhà nước Đêga tự trị, đòi đất, đòi tự do tôn giáo do Tổ chức Quỹ người Thượng của Ksor Kok phát động. Sau sự kiện, nhiều người Thượng bị bắt giữ, số lượng thương vong không được thống kê rõ ràng, khủng hoảng tị nạn xảy ra khi người Thượng vượt biên trái phép sang Thái Lan và Campuchia. Chính phủ Việt Nam chịu sức ép từ quốc tế trong xử lý khủng hoảng tị nạn người Thượng; nhiều tổ chức quốc tế cáo buộc Việt Nam vi phạm nhân quyền và tự do tôn giáo; Việt Nam bị Bộ Ngoại giao Hoa Kỳ đưa vào danh sách Các quốc gia đáng quan tâm đặc biệt về tôn giáo. Phía chính quyền và truyền thông Việt Nam thời điểm đó cáo buộc biểu tình là bạo loạn diễn biến hòa bình, đồng thời lực lượng Công an Nhân dân Việt Nam tiến hành trấn áp các cá nhân tham gia FULRO sau sự kiện.

## Bối cảnh

### Chiến sự
Người Thượng theo tín ngưỡng thuyết vật linh nhưng sau đó bước đầu tiếp nhận đạo Tin Lành từ các nhà truyền giáo người Pháp vào thập niên 1850, khiến người Thượng khác biệt về tôn giáo so với người Việt. Hội Truyền giáo Phúc âm Liên hiệp chính thức truyền giáo đạo Tin Lành tại Việt Nam vào năm 1911 ở Đà Nẵng và sau đó mở rộng tại khu vực Tây Nguyên. Quốc trưởng Bảo Đại ban hành Dụ số 6, quy định vùng Cao nguyên Trung phần thuộc quyền quản lý của nhà Nguyễn vào ngày 15 tháng 4 năm 1950; tuy nhiên vùng đất vẫn do Đế quốc thực dân Pháp quản lý và kiểm soát giới hạn giao thương Kinh–Thượng. The Cambodia Daily cho rằng "do sự khác biệt văn hóa và sắc tộc với người Việt, nhiều bộ lạc người Thượng đã hợp tác cùng chính quyền Đế quốc thực dân Pháp để chống lại Việt Minh vào thập niên 1940. Người Pháp đã cho phép họ có một mức độ tự trị chính trị ở Tây Nguyên, nhưng sau Hiệp định Genève năm 1954 và việc Đế quốc thực dân Pháp rút khỏi Việt Nam, người Thượng đã mất những đặc quyền chính trị đó". Kể từ năm 1955, Việt Nam Cộng hòa không luật hóa quyền sở hữu đất tại Cao nguyên Trung phần và bắt đầu thực hiện chương trình tái định cư người Việt đến khu vực này, trong khi Việt Nam Dân chủ Cộng hòa thực hiện chính sách kiểm soát tập thể hóa triệt để ở miền Bắc. Theo diễn văn ngày 12 tháng 6 năm 1955 và Dụ số 57 ngày 22 tháng 10 năm 1957, Ngô Đình Diệm thực hiện chính sách bãi bỏ các tòa án phong tục và cấm dạy tiếng thổ ngữ dân tộc cùng với việc phủ nhận quyền sở hữu đất của người Thượng.
Đầu thập niên 1960, người Thượng được Cơ quan Tình báo Trung ương Hoa Kỳ (CIA) tuyển dụng và huấn luyện. Năm 1968, Việt Nam Cộng hòa cưỡng ép gần 100.000 người từ dãy Trường Sơn vào Cao nguyên Trung phần theo chính sách Khai thác miền sơn cước. The New York Times cho biết những cuộc xung đột không chỉ liên quan đến tôn giáo, mà còn do "người Việt miền xuôi định cư lấn chiếm đồn điền nông nghiệp của các bộ lạc bản địa" cũng như "mối liên kết giữa một nhóm Tin Lành tại Hoa Kỳ với một số người Thượng. Nhiều người Thượng đã chiến đấu bên cạnh quân đội Hoa Kỳ và quân lực Việt Nam Cộng hòa trong Chiến tranh Việt Nam, một số người Thượng vẫn tiếp tục kháng cự sau thắng lợi của chính quyền cộng sản vào năm 1975". Chính quyền liên bang Hoa Kỳ đã bỏ rơi người Thượng sau khi Sài Gòn thất thủ và chỉ thừa nhận họ là người tị nạn từ năm 1986, 5.000 người Thượng được tái định cư tại North Carolina kể từ năm 1975. Cựu binh người Thượng tại Tây Nguyên trải qua nhiều năm trong các trại lao động cải tạo hậu chiến tồi tàn và tiếp tục bị chính phủ bức hại, bị sắc tộc người Việt đẩy ra ngoài lề.

### Tái thiết
Trong thập niên 1980 và thập niên 1990, các thành viên FULRO trước đó tái định cư tại Hoa Kỳ đã trở về Tây Nguyên với tư cách khách du lịch, âm thầm truyền tải thông tin về Tổ chức Quỹ người Thượng và Ksor Kok; mạng lưới liên lạc thông qua điện thoại, fax, thư và băng đĩa lậu. Đầu năm 2000, các nhà hoạt động địa phương và lãnh đạo nhà thờ bắt đầu nói về phong trào giành độc lập. Từ thập niên 1980, nhiều đợt di dân người Việt đến Tây Nguyên được chính phủ Việt Nam hỗ trợ dưới tên gọi xây dựng các vùng kinh tế mới và hình thành cụm dân cư người Việt đầu tiên tại các huyện Đạ Huoai, Đạ Tẻh, Cát Tiên thuộc Lâm Đồng; số dân người Việt vào giữa năm 1990 đã vượt qua người dân tộc thiểu số địa phương Tây Nguyên, giữa thập niên 1990 cũng xuất hiện người dân tộc thiểu số vùng trung du và miền núi phía Bắc di cư.
Sau năm 1975, người Việt tại Tây Nguyên, bao gồm công chức chính quyền địa phương từ tỉnh đến xã cùng công chức các doanh nghiệp nhà nước, đồng thời di dân xây dựng các vùng kinh tế mới 450.000 người vào giai đoạn 1976–1980 và 260.000 người vào giai đoạn 1980–1990, di dân người Việt tự phát tăng dần trong giai đoạn 1990–1993 và đặc biệt tăng mạnh từ năm 1994 đến hiện tại. Theo thống kê, người Việt tại Tây Nguyên chiếm 70% dân cư vùng tính đến năm 2013, trong khi người Việt trước Cách mạng Tháng Tám chỉ chiếm khoảng 30% dân cư vùng. Trong giai đoạn Đổi Mới, người dân tộc thiểu số vùng trung du và miền núi phía Bắc tiếp tục di cư khiến tỷ lệ nghèo đói khu vực tăng lên, trong khi tỷ lệ người dân tộc thiểu số bản địa giảm, tình trạng phá rừng và tranh chấp đất đai xảy ra. Theo Tạp chí Nghiên cứu Dân tộc, người H'Mông từ vùng trung du và miền núi phía Bắc di cư đến Tây Nguyên từ sau năm 1975, đặc biệt mạnh mẽ vào thập niên 1990 và hiện tại vẫn âm thầm diễn ra (thống kê 219 người vào năm 1989, tăng lên 12.392 người vào năm 1999). Hiện tượng di cư mạnh mẽ vào thập niên 1990 bắt nguồn từ sự bùng nổ xuất khẩu cà phê Việt Nam trong thập kỷ đó. Công chức địa phương khu vực Tây Nguyên trong thập niên 1990 tuyên truyền áp đặt một chiều qua hệ thống loa phóng thanh và không tiếp xúc đối thoại với người dân tộc thiểu số, đồng thời các hoạt động chính sách của chính quyền địa phương yếu kém.
Tháng 8 năm 2000, khoảng 150 người Ê Đê tấn công một khu định cư của người Việt trồng cà phê, khiến bốn người bị thương và một số ngôi nhà bị đập phá. Sau vụ việc, cảnh sát địa phương bắt đầu thẩm vấn các cá nhân hoạt động đáng ngờ và giám sát chặt chẽ an ninh khu vực. Ngày 22 tháng 9 năm 2000, một cuộc họp nội bộ của tổ chức chính trị FULRO diễn ra tại một biệt thự nhỏ do Ksor Kok sở hữu ở thành phố Spartansburg, Pennsylvania; buổi họp tuyên bố thành lập nhà nước Đêga và thúc đẩy kế hoạch xây dựng phong trào giành độc lập tại Tây Nguyên. Ngày 26 tháng 9 cùng năm, Ksor Kok cùng với tổ chức FULRO liên lạc với Rah Lan Ngol (bí danh Ama Chăm, cư trú ở tỉnh Gia Lai) và Ama Thái (cư trú ở tỉnh Gia Lai, từng theo đạo Tin Lành trong thời kỳ Việt Nam Cộng hòa) tạo dựng đạo Tin Lành Đêga và đồng thời thành lập Ban Lãnh đạo Tin Lành Đêga. Cảnh sát bắt giữ một cặp vợ chồng người M'Nông tại một làng gần Buôn Ma Thuột vào ngày 8 tháng 1 năm 2001 và phóng thích năm ngày sau đó và bắt giữ Siu Un tại huyện Ea H'leo vào ngày 12 tháng 1 cùng năm, khiến 300 người biểu tình phản đối hai ngày sau đó và Siu Un được thả vào ngày 15 cùng tháng. Cảnh sát tỉnh Kon Tum bắt giữ 324 người nghi tham gia FULRO vào đầu năm 2001.
Buổi tối ngày 1 tháng 2, hàng trăm người Thượng trang bị cọc, dao găm, thuổng diễu hành qua quảng trường Đại đoàn kết tại thành phố Pleiku, trụ sở Uỷ ban nhân dân tỉnh Gia Lai bị bao vây trong đêm. Trụ sở tòa nhà Đảng Cộng sản Việt Nam tại tỉnh Gia Lai bị lục soát và phá cửa sổ vào khoảng 9 giờ sáng ngày hôm sau, trụ sở Cảnh sát tỉnh Gia Lai thuộc quyền kiểm soát của người Thượng lúc 11 giờ. Biểu tình bạo động diễn ra vào ngày 2 tháng 2 năm 2001 tại Đắk Lắk, Gia Lai, Kon Tum với đa số thành phần dân tộc thiểu số. Hôm sau, hàng nghìn người dân tộc thiểu số tuần hành cùng máy cày tại các huyện Ea Súp, Buôn Đôn, Ea H'leo, Krông Năng, Krông Búk, Krông Nô, Krông Pắc, Krông Bông, Cư M’gar; nhiều người diễu hành tại trung tâm thành phố Buôn Ma Thuột. Số người biểu tình năm 2001 tại Gia Lai lên tới 8.000 người, tại Đắk Lắk khoảng 1.093 người, tại Kon Tum không có nhiều người tham gia. Lực lượng cảnh sát tiếp viện bị chặn tại quốc lộ 14 do người Thượng kiểm soát, 200–300 cảnh sát tiếp cận thành phố Pleiku bằng máy bay trực thăng và xe tải vào chiều ngày 3 tháng 2. Hàng nghìn người Thượng đang tập trung tại quảng trường Đại đoàn kết thời điểm đó đã rời đi sau khi được cảnh sát thuyết phục, 20–25 người Thượng bị bắt giữ do phản ứng quá khích, biên giới Việt Nam – Campuchia bị kiểm soát an ninh chặt chẽ. Ama Chăm sau đó trốn sang Campuchia, Jana bị bắt giữ tại xã Hà Bầu, Jean Đắk bị bắt tại tỉnh Kon Tum. Hơn 1.000 người Thượng đã bỏ trốn sang Campuchia để xin tị nạn (hoặc gần 2.000 người Thượng, theo nguồn phía Việt Nam) tại Ratanakiri và Mondulkiri. Một số lượng người Thượng không xác định lẩn trốn tại Campuchia vì sợ bị trục xuất về Việt Nam.
Tháng 2–3 cùng năm, khoảng mười ba trung đoàn Quân đội nhân dân Việt Nam được điều động tới Tây Nguyên nhằm kiểm soát khu vực biên giới tiếp giáp Campuchia. Ngày 4 tháng 5 năm 2001, một nhóm người Thượng biểu tình trước trụ sở Liên Hợp Quốc tại thành phố New York, giơ các biểu ngữ tiếng Anh, tiếng Trung, tiếng Pháp và tiếng Việt yêu cầu chính phủ Việt Nam trả lại đất. Theo Tổ chức Theo dõi Nhân quyền, cuộc biểu tình vào tháng 2 năm 2001 nhằm đòi trả lại đất đai tổ tiên và quyền tự do tôn giáo, 36 người Thượng bị bắt và 32 người Thượng chờ xét xử tại tòa. Người Thượng cáo buộc đất tổ tiên bị chuyển đổi thành đồn điền cà phê của người Việt, phản đối di dân người Việt từ đồng bằng sông Hồng, phản đối người dân tộc thiểu số vùng trung du và miền núi phía Bắc đến tái định cư do xây dựng các dự án thủy điện. Họ mong muốn thực hành Tin Lành tự do và từ chối Giáo hội Tin Lành Việt Nam do Đảng Cộng sản Việt Nam kiểm soát, cáo buộc chủ tịch Uỷ ban nhân dân tỉnh Gia Lai Nguyễn Vỹ Hà biển thủ ngân sách phát triển làng do Hà Nội phân bố. Tây Nguyên bị phong tỏa với người nước ngoài sau sự kiện, một nhóm nhỏ các nhà báo quốc tế đến thị sát khu vực vào đầu tháng ba dưới sự giám sát chặt chẽ từ quan chức Việt Nam và việc phỏng vấn người biểu tình bị cấm.
Ngày 18 tháng 1 năm 2002, Bộ Chính trị Ban Chấp hành Trung ương Đảng Cộng sản Việt Nam ban hành Nghị quyết 10-NQ/TW về quốc phòng–an ninh vùng Tây Nguyên giai đoạn 2001–2010. Cuối tháng 2 năm 2002, Cao ủy Liên Hợp Quốc về người tị nạn cho biết chính phủ Việt Nam từ chối quyền được tiếp cận những ngôi làng địa phương tiếp nhận người tị nạn bị trục xuất hồi hương Việt Nam, đồng thời tố cáo phái đoàn liên chính phủ Việt Nam – Campuchia tự ý đến trại tị nạn ở Mondulkiri mà không xin phép, tình huống một viên cảnh sát Campuchia đánh người Thượng tị nạn bằng dùi cui điện do nhóm xô xát với phái đoàn Việt Nam. Đại sứ Hoa Kỳ tại Việt Nam Raymond F. Burghardt khẳng định "Hoa Kỳ không ủng hộ nhà nước Đêga ở Tây Nguyên" vào ngày 16 tháng 3 năm 2002. Trong tháng 3 năm 2002, chính phủ Campuchia đóng cửa hai trại tị nạn người Thượng từ Tây Nguyên vượt biên sang, Hoa Kỳ đã đồng ý tái định cư cho 900 người Thượng. Theo Time, khoảng 1.000 người Thượng được tái định cư tại Hoa Kỳ kể từ sự kiện biểu tình năm 2001. Ksor Kok họp nội bộ tổ chức 'Nhà nước Đêga' tại Hoa Kỳ vào tháng 5 năm 2002. Bộ Chính trị Ban Chấp hành Trung ương Đảng Cộng sản Việt Nam thành lập Ban Chỉ đạo Tây Nguyên vào tháng 7. Thủ tướng Việt Nam Phan Văn Khải ban hành Quyết định 132/2002/QĐ-TTg vào ngày 8 tháng 10 cùng năm, yêu cầu các hộ dân khu vực Tây Nguyên nhận đất nông nghiệp và đất ở không được chuyển nhượng quyền dưới bất kỳ hình thức nào trong mười năm. Từ ngày 27 tháng 6 đến ngày 5 tháng 7 năm 2003, Ksor Kơk đã bảy lần gặp mặt đại diện Đảng Cấp tiến xuyên quốc gia (tổ chức phi chính phủ tại Hội đồng Kinh tế và Xã hội của Liên Hợp Quốc) và một số quan chức cấp cao trong chính phủ Ý. Ksor Kok tham dự Uỷ ban Nhân quyền Liên Hợp Quốc vào ngày 28 tháng 10 năm 2003. The Cambodia Daily cho biết chính phủ Campuchia đã trục xuất hơn 100 người Thượng vào năm 2003 do áp lực từ Hà Nội, buộc Cao ủy Liên Hợp Quốc về người tị nạn đóng cửa trại tị nạn vào tháng 4 cùng năm.
VnExpress cho biết vào đầu năm 2004, một số người tự xưng thuộc tổ chức của Ksor Kok đến vận động một vài cá nhân ở địa phương tập trung lực lượng biểu tình, mục đích nhằm đuổi người Việt khỏi Tây Nguyên và trưng thu tài sản. Đầu tháng 3 năm 2004, Ksor Kok và Siu Phan liên lạc với Ama Thái nhằm chuẩn bị kế hoạch biểu tình vào dịp lễ Phục Sinh đầu tháng 4 cùng năm, Ama Thái phát động phong trào tách Tin Lành Đêga ra khỏi Tin Lành. Theo thống kê từ tháng 2 năm 2001 đến tháng 4 năm 2004, lực lượng an ninh Việt Nam bắt giữ 1.629 người, giáo dục cải tạo hơn 4.000 người, triệt tiêu 256 tổ chức hoạt động ngầm liên quan đến FULRO. Ngày 8 tháng 2 năm 2004, xét xử vụ án tham nhũng tại Tây Nguyên với thiệt hại 104 tỷ đồng tại doanh nghiệp nhà nước Công ty Xuất nhập khẩu Gia Lai, trong đó các công chức liên quan chiếm đoạt hơn 44 tỷ đồng.

## Diễn biến
Tổ chức Quỹ người Thượng (MFI, trụ sở ở South Carolina) tuyên bố người Tin Lành Tây Nguyên sẽ tổ chức một cuộc diễu hành kéo dài một tuần nhằm kêu gọi tự do tôn giáo. Website của Đảng cấp tiến xuyên quốc gia (Transnational Radical Party, TRP) ngày 9 tháng 4 năm 2004 thông báo hơn 150.000 người Thượng sẽ tuần hành bất bạo động để cầu kinh tại Tây Nguyên, chống lại việc chính quyền Việt Nam từ chối quyền tự do được tôn thờ Đức Chúa Trời". Sáng ngày 10 tháng 4, hơn 9.000 người dân tộc thiểu số (4.800 người tại Đắk Lắk, 4.000 người tại Gia Lai, 300 người tại Đắk Nông) với nhiều hung khí và phương tiện di chuyển (350 máy cày, máy kéo và hàng trăm xe máy) tổ chức gây rối quy mô lớn (hoặc khoảng 14.000 người hoặc hơn 20.000 người hoặc lên tới 30.000 người). Associated Press dẫn lời Tổ chức Quỹ người Thượng cho biết người Thượng biểu tình tại các tỉnh Đắk Lắk, Kon Tum, Gia Lai, Bình Phước. Biểu tình bắt đầu từ khoảng sáu giờ đến quá buổi trưa, cảnh sát và dân quân sử dụng hơi cay và vòi rồng để giải tán đám đông, con số thương vong hai phía sau nhiều giờ đụng độ chưa được thống kê.
Tính riêng sáng ngày 10 tháng 4 tại tỉnh Đắk Lắk, hàng nghìn người Ê Đê từ 30 thôn thuộc huyện Cư M'gar và huyện Krông Ana tràn ra quốc lộ 14, quốc lộ 27, tỉnh lộ 8; đoàn người tổ chức thành bốn hướng tập trung về trung tâm thành phố Buôn Ma Thuột. Đoàn người này mang theo hàng trăm phương tiện (công nông, xe máy) và hung khí (xà gạc, kiếm mác, gậy gộc, ná, đá), một số phần tử quá khích đã vào các chợ (Ea Kao, Phan Chu Trinh, Ea Tu) và các quán ăn dọc đường để đập phá và cướp thực phẩm. Khi còn cách Buôn Ma Thuột 2 km, đoàn người đã bị lực lượng Công an nhân dân Việt Nam chặn lại, những hành động gây hấn với người thi hành công vụ đã xảy ra. Một số người tham gia biểu tình cho biết họ được tuyên truyền rằng sẽ bị người Việt tấn công, phải đến Buôn Ma Thuột để lên máy bay của Liên Hợp Quốc chở sang Hoa Kỳ lánh nạn. Ước tính có hơn 1.000 người Thượng diễu hành hướng đến Buôn Ma Thuột. Một số cửa hàng của người Việt tại Cư M'gar và Krông Ana bị đập phá.
Tối ngày 10 tháng 4, bốn xe tăng đậu trên quốc lộ 14 (cách Buôn Ma Thuột gần 13 km), các nhân chứng nói rằng nhiều người biểu tình bị đánh đến chết tại đường Phan Châu Trinh (bên ngoài Buôn Ma Thuột), bệnh viện đa khoa Đắk Lắk ghi nhận 40 người thương tích đến điều trị. Tối cùng ngày, toàn bộ đàn ông người Thượng ở làng Buôn Êmăp thuộc huyện Cư M'gar đều mất tích, làng Alê A (ngoại ô Buôn Ma Thuột) hiện diện cảnh sát và dân quân trang bị gậy đứng hai bên đường. Sở Giao thông vận tải Đắk Lắk điều động xe buýt luân chuyển người dân về làng, vật dụng và phương tiện của người biểu tình được quy tập về Công ty Cà phê Buôn Ma Thuột, Công ty cổ phần Cơ khí Giao thông sau đó bàn giao lại 154 máy cày cho người dân với chi phí sửa chữa 500 triệu đồng. Chủ tịch Ủy ban nhân dân tỉnh Đắk Lắk Nguyễn Văn Lạng cho biết "thực tế ở Đắk Lắk không hề có ai chết" và khẳng định không có chuyến bay nào chở 500 sĩ quan quân đội từ nơi khác đổ bộ lên Buôn Ma Thuột. Nguyễn Văn Lạng đồng thời chỉ ra các biểu ngữ đòi thành lập nhà nước riêng, đòi đuổi người Việt, đuổi công an và bộ đội ra khỏi Tây Nguyên, ủng hộ Ksor Kok. Giám đốc công an tỉnh Đắk Lắk Lữ Hồng Cư cho biết "vụ gây rối chỉ diễn ra trong một ngày và được giải quyết ổn thỏa". Associated Press dẫn lời cảnh sát địa phương thông tin rằng hàng chục người Thượng bị bắt và hàng chục người khác bị thương khi đụng độ xảy ra. Sau sự kiện, tỉnh Đắk Lắk thông báo 10 người bị bắt.
Tính riêng sáng 10 tháng 4 tại tỉnh Gia Lai, người dân tộc thiểu số từ các huyện Ayun Pa, Chư Sê, Đak Đoa, Đức Cơ, Chư Prông và thành phố Pleiku kéo đến trụ sở nhiều xã gây rối. Một số người quá khích tấn công công chức và phá cơ sở hạ tầng. Người dân xã Bờ Ngoong đã hành hung người thi hành công vụ và người dân quanh vùng, đập phá trụ sở ủy ban nhân dân xã, người dân cho biết có một nhóm sống trong rừng thường tuyên truyền ly khai và đuổi người Việt về xuôi. Ngày 11 tháng 4, cảnh sát bắt giữ 26 người Thượng biểu tình tại thị trấn Nhơn Hòa, cảnh sát bắn chết một người và bắt giữ hai người khi tiến hành chặn đường một số làng thuộc huyện Đak Đoa nhằm ngăn dòng người đến Hà Bầu biểu tình. Tổng cộng 40–50 xã của ba huyện Ayun Pa, Đak Đoa, Chư Sê hoạt động biểu tình. Lãnh đạo địa phương tỉnh Gia Lai cử công chức đến các địa điểm nhằm ổn định tình hình. Chủ tịch Ủy ban nhân dân tỉnh Gia Lai Nguyễn Vỹ Hà xuất hiện tại các làng trong huyện Đak Đoa, đối thoại với người biểu tình. Ba người biểu tình tại Gia Lai bị bắt sau sự kiện. Cùng ngày, tỉnh Gia Lai thành lập Đội công tác 123 — lực lượng chính là quân đội — với mục tiêu sinh hoạt cùng người dân để nắm tình hình. Cựu phó giám đốc công an tỉnh Gia Lai Nguyễn Duy Lanh cho biết Phòng Phòng chống FULRO (phiên hiệu Phòng Bảo vệ chính trị VI, tiền thân Phòng An ninh đối nội) được thành lập vào tháng 4 cùng năm.
Nhóm cá nhân giải quyết biểu tình Tây Nguyên gồm: Thường trực Ban Bí thư Ban Chấp hành Trung ương Đảng Cộng sản Việt Nam Phan Diễn, Bộ trưởng Bộ Quốc phòng Phạm Văn Trà, Phó Tổng cục trưởng Tổng cục An ninh Trịnh Lương Hy, Trưởng Ban Chỉ đạo Tây Nguyên Trần Đại Quang, Phó Cục trưởng Cục An ninh Tây Nguyên Nguyễn Xuân Hà, Chủ tịch Ủy ban Trung ương Mặt trận Tổ quốc Phạm Thế Duyệt, Trung đoàn trưởng cảnh sát cơ động Tây Bắc Nguyễn Văn Đại. Thứ trưởng Bộ Thông tin và Truyền thông Đỗ Quý Doãn vận chuyển hàng trăm loa phóng thanh đến Tây Nguyên nhằm mục đích tuyên truyền, đồng thời hội đàm xử lý khủng hoảng với Chủ tịch Ủy ban nhân dân tỉnh Đắk Lắk Nguyễn Văn Lạng. Đại sứ quán Hoa Kỳ tại Hà Nội nói rằng một phái đoàn của Hoa Kỳ từ Thành phố Hồ Chí Minh đi lên Buôn Ma Thuột đã bị chặn ở Bình Phước và buộc phải quay trở lại, cảnh sát địa phương nói rằng "khu vực này không thích hợp cho người nước ngoài". Khi biểu tình diễn ra, cảnh sát Campuchia thắt chặt an ninh dọc biên giới nhằm ngăn chặn người Thượng sang Campuchia tị nạn, toàn bộ khu vực Tây Nguyên đóng cửa với người nước ngoài, các chuyến bay đến Buôn Ma Thuột bị hủy. Số lượng thương vong trong cuộc biểu tình được báo cáo không thống nhất bởi nhiều nguồn tin khác nhau. Tổ chức Theo dõi Nhân quyền báo cáo 10 người Thượng chết và hàng trăm người bị thương. Tổ chức Ân xá Quốc tế cho biết 8 người Thượng chết. Chính phủ Việt Nam thông báo 80 sĩ quan cảnh sát bị thương tích, hai người dân khu vực bị chết do bị ném đá và máy cày đè. Tổ chức Quỹ người Thượng báo cáo 276 người Thượng chết nhưng bị cáo buộc phóng đại số người Thượng chết. Theo tạp chí Time, một bác sĩ tại bệnh viện đa khoa Đăk Lăk tiết lộ nhiều người nhập viện với vết thương ở đầu, trong khi những người khác trốn vào bệnh viện vì sợ bị bắt. Một nhóm gồm 17 nông dân tại Gia Lai và hai người dân được phóng viên Time phỏng vấn riêng nói rằng một người biểu tình đã bị bắn vào đầu. Một người đàn ông dân tộc thiểu số người Gia Rai nhìn thấy một xác chết [đã được chính phủ thừa nhận] và cho rằng nạn nhân bị đánh đến chết. Một người đàn ông làm công việc liên huyện tuyên bố có 10 người chết tại Gia Lai. BBC báo cáo có 40 người Thượng bị thương. Một người phụ nữ Ê Đê xác nhận "cảnh sát bất ngờ lao vào đám đông không vũ trang, đánh đập những người biểu tình cho đến khi nhiều người nằm xuống đường. Họ đuổi theo những người biểu tình cố gắng chạy trốn, bao gồm cả trẻ em và phụ nữ".
Khi người biểu tình tạm trú tại rừng rậm thuộc Ratanakiri, Thủ tướng Campuchia Hun Sen thông cáo họ không phải là người tị nạn mà là "người nhập cư bất hợp pháp" và có thể là một phong trào thành lập một nhà nước độc lập ở Tây Nguyên. Thủ tướng Hun Sen cảnh báo "sẽ gửi quân tới nghiền nát những người đang thiết lập căn cứ trong rừng". Tỉnh trưởng tỉnh Ratanakiri Kham Khoeun khẳng định "họ [người biểu tình tị nạn] xâm nhập Campuchia bất hợp pháp, nếu họ tiếp tục trốn trong rừng lâu hơn hoặc tự tổ chức thành một nhóm vũ trang, chúng tôi sẽ trấn áp". Tuy không ủng hộ một nhà nước độc lập tại Việt Nam, Quốc vương Campuchia Norodom Sihanouk tuyên bố "người Thượng bị tước đoạt đất đai tổ tiên của họ, rừng của họ, nhà của họ, gia súc của họ". Trong sáu tuần, 196 người Thượng tị nạn được phỏng vấn tại rừng rậm thuộc Ratanakiri. Cư dân địa phương Campuchia cho biết có khoảng 250 người Thượng đang ẩn náu tại tỉnh này. The Phnom Penh Post cho biết hàng chục người Thượng bị bắt giữ vì nghi ngờ tổ chức biểu tình hoặc che giấu các nhà hoạt động trên đường chạy trốn. Đôi khi họ bị tra tấn để lấy thông tin tên các nhà hoạt động khác hoặc buộc các nhà hoạt động tuyên bố hối hận công khai. Nhiều khu vực tại Tây Nguyên không thể đi lại tự do — thậm chí đi canh tác trên đồng— phải có sự cho phép bằng văn bản từ công chức xã. Ngày 16 tháng 4, Hãng hàng không Quốc gia Việt Nam thông báo tuyến bay đến sân bay Buôn Ma Thuột của tỉnh Đắk Lắk và sân bay Pleiku của tỉnh Gia Lai được mở lại cho người nước ngoài. Chủ tịch Ủy ban Trung ương Mặt trận Tổ quốc Phạm Thế Duyệt cho biết việc ngăn cản người nước ngoài đến Tây Nguyên trong thời gian biểu tình nhằm "bảo vệ an toàn thân thể cho họ". Ngày 21 cùng tháng, khoảng 250 người Thượng cùng một số nghị sĩ Hoa Kỳ biểu tình tại Capitol Hill, cáo buộc chính phủ Việt Nam trấn áp bạo lực biểu tình Tây Nguyên.
Ngày 27 tháng 4, Chủ tịch Ủy ban nhân dân tỉnh Đắk Lắk Nguyễn Văn Lạng tổ chức họp báo và trả lời phỏng vấn một số hãng truyền thông quốc tế (Reuters, Associated Press, Tân Hoa Xã) về sự kiện biểu tình. Ông Nguyễn Văn Lạng cho biết thời gian biểu tình gần trùng khớp với thời điểm Đại sứ quán, Tổng Lãnh sự quán Hoa Kỳ và Quỹ Nhi đồng Liên Hợp Quốc cùng đoàn chuyên gia người Anh đến Đắk Lắk. Ngày 29 tháng 4, trong cuộc hội đàm giữa Đại sứ Hoa Kỳ tại Việt Nam Noah A. Zaring, Tổng lãnh sự quán Hoa Kỳ tại Thành phố Hồ Chí Minh Marc Forino và Chủ tịch Ủy ban nhân dân tỉnh Gia Lai Nguyễn Vỹ Hà đánh giá toàn bộ băng video tư liệu hiện trường. Chủ tịch Uỷ ban nhân dân xã Kdang Giang Prao Thanh cùng phái đoàn Hoa Kỳ thị sát thực địa, đồng thời đề đạt kiến nghị chính quyền liên bang Hoa Kỳ dẫn độ Ksor Kok về Việt Nam. Phái đoàn ngoại giao Hoa Kỳ cũng hội đàm với Chủ tịch Ủy ban nhân dân tỉnh Đắk Lắk Nguyễn Văn Lạng vào ngày 26 tháng 4. Time cho biết "chính phủ Việt Nam trích dẫn lời thú tội, biểu ngữ ly khai được cho là mang theo trong các cuộc diễu hành — sự thực là Ksor Kok đã công bố trước lễ Phục Sinh rằng các cuộc biểu tình sẽ diễn ra. Một số người Thượng, bao gồm cả chú và mẹ của Ksor, đã tố cáo anh ta trên các phương tiện truyền thông do nhà nước kiểm soát". L'Express báo cáo từ 200 đến 300 người Thượng bị bắt sau sự kiện, luật sư nhân quyền Scott Johnson xác nhận khoảng 350 người Thượng bị tống giam. Chính quyền khu vực Tây Nguyên phái 12.000 công chức đến các địa điểm tuyên truyền. Ngày 12 tháng 5, nhóm thị sát của các tổ chức Liên Hợp Quốc đến khảo sát Kon Tum, Gia Lai và Đắk Lắk theo lời mời của chính phủ Việt Nam. Bốn đại sứ của New Zealand, Canada, Na Uy, Thụy Sĩ thị sát Tây Nguyên ba ngày và phản bác nội dung đưa tin của truyền thông Việt Nam về cuộc gặp với Chủ tịch ủy ban nhân dân tỉnh Đăk Lăk Nguyễn Văn Lạng; họ chính thức tuyên bố "các đại sứ không đưa ra một kết luận về tiến bộ trong phát triển kinh tế và xã hội trong tỉnh này, nhưng có ghi nhận trong lúc thảo luận rằng thách thức trong việc đáp ứng những nhu cầu phát triển đặc biệt của những người sắc tộc thiểu số của vùng này là rất lớn. Chuyến đi này được đồng ý là có tính riêng tư và các đại sứ không có ý định bình luận thêm vào lúc này".

## Nguyên nhân
Chính phủ Việt Nam thông cáo người biểu tình hô khẩu hiệu đòi tự trị, đòi người Việt phải trả lại đất, đòi tự do tôn giáo, đòi trao trả tự do người bị bắt và kêu gọi quốc tế ủng hộ "Nhà nước Đêga". Chính phủ Việt Nam đồng thời cáo buộc FULRO đưa người dân tộc thiểu số vượt biên sang Campuchia để lập trại tị nạn, nhằm thực hiện quốc tế hóa vấn đề dân tộc thiểu số Tây Nguyên. Người Thượng tại Tây Nguyên tuyên bố biểu tình nhằm phản đối đàn áp tôn giáo, đòi lại đất tổ tiên bị người Việt cướp, ủng hộ quyền tự trị, thả tù nhân chính trị người Thượng.
Nguyên nhân khác bắt nguồn từ việc người dân tộc thiểu số nghe theo và bán lại đất cho người di dân tự do, sau đó phá rừng làm nương rẫy mới; hệ quả khiến nhiều người dân tộc thiểu số không có đất nông nghiệp và đất ở. Chủ tịch Ủy ban Trung ương Mặt trận Tổ quốc Việt Nam Phạm Thế Duyệt nêu nguyên nhân người dân tộc thiểu số có trình độ học vấn thấp và tỷ lệ nghèo tại Tây Nguyên lên tới 17%, chính quyền địa phương thiếu cơ chế chính sách giải quyết tình trạng thiếu đất sản xuất cho người dân tộc thiểu số, công chức địa phương không biết tiếng thổ ngữ dân tộc và bộ máy quan liêu, và lực lượng FULRO kích động. Phó Chủ nhiệm Ủy ban Kiểm tra Trung ương Đảng Cộng sản Việt Nam Vũ Quốc Hùng cho rằng sự kiện xảy ra do "không sát dân, không sát cơ sở". Cũng tại Ủy ban Kiểm tra Trung ương Đảng Cộng sản Việt Nam, Phó Vụ trưởng Vụ Nghiên cứu Trần Duy Hưng nêu một phần nguyên nhân do chính quyền địa phương "chưa làm tốt công tác dân vận" và chưa dân chủ khi thực hiện chính sách. Cựu Phó trưởng Ban thường trực Ban Chỉ đạo Tây Nguyên Mai Văn Năm nhận định biểu tình nhằm mục đích chính trị thay vì đòi đất, nhân quyền, tôn giáo; đồng thời thừa nhận chính quyền địa phương buông lỏng quản lý cùng với sự thiếu hụt Đảng viên Đảng Cộng sản Việt Nam tại địa phương.
Theo tiến sĩ Nguyễn Thị Tâm tại Ủy ban Dân tộc, ngoài nguyên nhân FULRO và bộ máy quan liêu không hiểu tiếng thổ ngữ dân tộc, nguyên nhân do chưa đầu tư đúng mức tại vùng dân tộc thiểu số và khiếu kiện đất đai không được giải quyết triệt để, cũng như mức lương công chức địa phương thấp và một số chức vụ tham nhũng. Viện trưởng Viện Dân tộc học Vương Xuân Tình cho rằng từ 1986 đến hiện tại, người Việt lợi dụng người dân tộc thiểu số trong các giao dịch buôn bán (cho vay nặng lãi, chiếm đoạt đất đai), tình trạng phân hóa giàu nghèo, xuất hiện quan điểm người Việt được hưởng lợi nhiều hơn trong chương trình xóa đói giảm nghèo tại Việt Nam. Quân đội nhân dân cho rằng đây là diễn biến hòa bình khi so sánh khái niệm quyền dân tộc tự quyết và quyền của dân tộc thiểu số.

## Phản ứng

### Trong nước

#### Người Thượng tại Tây Nguyên
Rất nhiều quan điểm bày tỏ sự quan ngại về việc đàn áp và gây khó khăn từ chính quyền Việt Nam đối với người Thượng trong các vấn đề cư trú và hoạt động văn hóa – tôn giáo. Luật sư Nguyễn Văn Đài khẳng định "an ninh địa phương độc ác" và cho biết những người vợ của các người tù đó "lập tức triệu tập, đe dọa bắt đi tù suốt hàng tuần" nếu họ liên hệ với ông; hệ quả là "những người vợ không dám nhận tiền hỗ trợ để thăm chồng tại nhà giam ở Hà Nội và Thái Nguyên". Mục sư Nguyễn Hồng Quang cho biết khi "mua [đất đai] và đẩy hết người sắc tộc vào sâu trong rừng". Ayun Tre (trục xuất từ Thái Lan về Việt Nam) nói "Thái Lan là một đất nước tự do, nơi chúng tôi có thể gặp mặt và tụ họp, không giống như Việt Nam". Rmah Aloh (trục xuất từ Thái Lan về Việt Nam) nói "cảnh sát địa phương sẽ không cho phép tôi thực hành tôn giáo của mình. Họ yêu cầu tôi quay lại và hứa với tôi và gia đình rằng sẽ không có chuyện gì xảy ra với tôi. Ngay khi chúng tôi vượt qua biên giới Lào [về Việt Nam], đó là khi cơn ác mộng bắt đầu. Aloh bị còng tay, liên tục bị đánh đập và bỏ đói trong vài ngày. Họ rất bạo lực và tôi muốn họ ngừng đánh tôi, vì vậy tôi đã ký tên". Những người Thượng tạm trú trong rừng rậm tại Campuchia nói rằng "họ thà chết trong rừng rậm của Campuchia hơn là ở lại Việt Nam mà không có tự do tôn giáo, tự chủ văn hóa và quyền đất đai". Nay Thit (từng hợp tác với quân đội Hoa Kỳ trong Chiến tranh Việt Nam) nói "mọi thứ đều không công bằng giữa người Việt và người Thượng. Chúng tôi muốn có chính phủ của riêng mình. Chúng tôi muốn quyền tự trị. Điều đó rất khó khăn". Nguyen Do Huynh (hướng dẫn viên du lịch, con lai Kinh–Thượng) chia sẻ "đã có vấn đề với người Thượng cố gắng chạy trốn sang Campuchia, bởi vì người Thượng ở Hoa Kỳ đang khuyến khích họ". John Ho (một giáo viên tại Kon Tum) nói "Tất cả các nhà thờ phải được đăng ký với chính phủ và phải có một linh mục người Việt. Xin giấy phép xây dựng một nhà thờ mới ở Tây Nguyên được coi là một phép lạ. Lần cuối cùng ai đó cố gắng xây dựng một nhà thờ mà không có giấy phép, chính phủ đã san ủi bốn nhà thờ như một hình phạt". Y Ngun Knul khi mãn hạn tù, bộc bạch "Nhóm của tôi biểu tình hai lần trong năm 2004 để đòi lại nhà thờ. Hồi xưa đi lễ thờ phượng Chúa khó khăn lắm, bị chính quyền cấm. Một số người thì đất đai tổ tiên ngày xưa để lại cũng mất hết nên đòi lại đất đai của dân. Thứ ba nữa là đòi lại quyền con người được sống, được ăn, được mặc, được nói. Tất cả quyền đó không còn nữa cho nên người ta bức xúc".
Theo điều tra độc lập của Tổ chức Theo dõi Nhân quyền, chính quyền Việt Nam bị cáo buộc cưỡng chế người Thượng từ bỏ Kitô giáo và ngừng các hoạt động chính trị hoặc tôn giáo trong các buổi tự phê bình công khai bằng cách ký cam kết văn bản. Người Thượng mất lòng tin vào Giáo hội Tin Lành do chính phủ Việt Nam kiểm soát hoạt động tôn giáo của họ. Theo thị sát thực địa của Time, nhiều người Thượng tại Tây Nguyên được phỏng vấn sợ hãi giấu tên nói "xin đừng nói rằng chúng tôi đã nói chuyện với bạn, nếu không chúng tôi sẽ bị bắt. Cảnh sát nói với chúng tôi rằng bạn đang đến và chúng tôi không được nói chuyện với bạn. Họ sẽ giám sát lần nữa, nhưng tôi không quan tâm. Chúng tôi cần được giúp". Ksor H'ble — mẹ của Ksor Kok, thường trú trong một căn nhà xiêu vẹo tại Ayun Pa — nói "tôi không nhớ rõ mặt nó [Ksor Kok]", đồng thời "rất lo lắng, bạn có biết họ ở đâu không?" khi nói về hai con trai khác mất tích sau biểu tình. Phỏng vấn 160 người Thượng tị nạn tại Ratanakiri, họ nói "chúng tôi đến để cộng đồng quốc tế giúp đỡ chúng tôi", một người Thượng nói thêm "thà chết ở đây còn hơn ở Việt Nam"; một người đàn ông 40 tuổi (ở Gia Lai) tị nạn nói "cảnh sát, quân nhân và người Việt đã đến làng của chúng tôi và đá vào cửa nhà của chúng tôi, tấn công chúng tôi". Xaigon Mai (một phụ nữ người Mỹ gốc Thượng, 23 tuổi) phân tích "theo chính phủ Việt Nam, gốc rễ của tình trạng bất ổn dân sự hiện nay là 'những kẻ kích động nước ngoài', bao gồm những người lưu vong chính trị Đêga và cựu binh Mỹ, khuyến khích các bộ lạc đòi quyền tôn giáo và đất tổ tiên. Lực lượng đặc nhiệm Hoa Kỳ — phụ thuộc nhiều vào các tân binh bộ lạc vùng cao để chống lại du kích Việt Cộng — đã thành lập một liên minh với Đêga trước đây, chính quyền Hà Nội hiện tại cảnh giác với những người Mỹ muốn đến thăm vùng Tây Nguyên lịch sử chiến tranh.[...] Khi chiến tranh kết thúc vào năm 1975, Cộng hòa Xã hội chủ nghĩa Việt Nam đã thiết lập các chính sách phân biệt giai cấp, giới tinh anh học thức — đặc biệt là khu vực miền Nam — đã buộc phải từ bỏ nghề nghiệp của họ. Phần lớn họ trở thành xe ôm và lao động chân tay. Giống như người Việt học thức trong khu vực, chú tôi đã bị tước chứng chỉ giảng dạy khi người cộng sản giành chiến thắng, nhưng không giống như họ khi ông có thêm gánh nặng về phân biệt sắc tộc và chủng tộc".
Một số người cho rằng những hoạt động do Ksok Kok phát động là sai trái và họ là nạn nhân của sự việc này. Siu Huêh (bí danh Ama Thái) cam kết "sẽ về nói với đồng bào từ bỏ Tin Lành Đêga" và mong "nhà nước tha tội". Một người cao niên tại xã Ia Broăi thuộc huyện Ia Pa nói "buôn Broăi là nơi sinh Ksor Kok nên y muốn dựng nên một điển hình. Cả buôn cũng chỉ 19 người tham gia, hầu hết là anh em–họ hàng nhà ông ta". A Thách (bị Campuchia trục xuất về Việt Nam) bộc bạch "mình nghe bạn bè rủ đi lấy tiền, đang trong lúc gia đình gặp hoàn cảnh khó khăn nên tưởng thật đã đi theo họ [vượt biên]". Một số do con cái bị một số thanh niên bắt đưa lên xe nên đuổi theo trên xe khác; một số khác bị cưỡng chế tham gia mặc dù là người khuyết tật hoặc đang thai nghén. Theo phỏng vấn của Người lao động, một số người dân tộc thiểu số địa phương tham gia biểu tình vì bị đe dọa tính mạng hoặc được cam kết tài trợ tiền. Mục sư Siu Bek tại xã Chư Ă cho biết "đó là sự xuyên tạc trắng trợn" vì bản thân được tấn phong mục sư và hơn 10 năm làm quản nhiệm mà chưa bao giờ gặp cản trở trong hoạt động tôn giáo; mục sư Siu YKim tại xã Ia Mrơn nói "điều đó hoàn toàn trái với thực tế"; mục sư Kơ Liêng Ha Sơng tại xã Lát khẳng định "Nhà nước Việt Nam đàn áp tôn giáo là một sự vu cáo, bịa đặt".

#### Chính phủ Việt Nam
Các cơ quan thuộc chính phủ Việt Nam đều cho rằng cuộc biểu tình Tây Nguyên là do thế lực thù địch từ nước ngoài và các phần tử quá khích tại địa phương đã lôi kéo người dân tộc. Ngày 12 tháng 4, người phát ngôn Bộ Ngoại giao Việt Nam Lê Dũng nói "một số phần tử cực đoan ở một số địa phương tại Đắk Lắk và Gia Lai với sự xúi giục từ nước ngoài đã có hành động gây rối loạn xã hội, thậm chí tấn công chính quyền, phá hủy các dự án phúc lợi công cộng và tài sản ở một số làng". Hai ngày sau, Lê Dũng chính thức ra thông cáo "Việt Nam kiên quyết bác bỏ mọi luận điệu xuyên tạc với dụng ý xấu về cái gọi là đàn áp dân tộc, đàn áp tôn giáo ở Việt Nam. Thông tin về tình hình Tây Nguyên và cái gọi là Tổ chức Người Thượng là hoàn toàn bịa đặt và đã được thổi phồng với dụng ý xấu". Ngày 18 tháng 4, Chủ tịch Ủy ban Trung ương Mặt trận Tổ quốc Phạm Thế Duyệt nói "các thế lực phản động, thù địch muốn gây chia rẽ dân tộc, muốn phá vỡ khối đại đoàn kết toàn dân, vi phạm chủ quyền đất nước. Nhưng đại đa số đồng bào Tây Nguyên yêu nước, đi theo đường lối đúng đắn của Đảng, không bị bọn phản động lừa gạt". Ngày 19 tháng 4, Đại sứ quán Việt Nam tại Hoa Kỳ khẳng định "cuộc gây rối là có tổ chức, do những thế lực thù hận với Việt Nam ở nước ngoài tiếp tay. Có thể khẳng định rằng, ngoài một số phần tử quá khích nhận tiền từ bên ngoài, hầu hết những đồng bào dân tộc tham gia vụ này đều bị dụ dỗ, lôi kéo".
Đầu tháng 5, Đại sứ đặc mệnh toàn quyền Việt Nam tại Ý Lê Vĩnh Thử cho biết "dư luận một số bộ phận quan chức và nhân dân Ý, một số chính khách ở Tòa thánh Vatican sau khi hiểu đúng thực trạng diễn ra ở Tây Nguyên, họ đã lên án hành động khủng bố, ly khai của bọn phản động Đề-ga, đề nghị đưa chúng vào tội danh khủng bố". Ngày 11 tháng cùng tháng tại phiên họp Quốc hội Việt Nam, Phó thủ tướng Nguyễn Tấn Dũng cáo buộc Tổ chức Quỹ người Thượng tổ chức biểu tình, đồng thời thừa nhận thực thi chính sách yếu kém tại Tây Nguyên. Thứ trưởng Ngoại giao Lê Văn Bàng phủ nhận "có hàng trăm người bị giết" của Tổ chức Quỹ người Thượng, đồng thời cáo buộc tổ chức này kích động vụ gây rối tại Buôn Ma Thuột và thừa nhận có một số khó khăn xã hội trong vùng. Ngày 13 tháng 9 cùng năm tại Thành phố Hồ Chí Minh, Phó Thủ tướng Chính phủ Nguyễn Tấn Dũng hội đàm an ninh biên giới với Phó Thủ tướng Campuchia Sar Kheng.
Năm 2005, Thủ tướng Việt Nam ban hành Chỉ thị về một số công tác đối với đạo Tin Lành nhằm hướng dẫn chính quyền khu vực Tây Nguyên và Tây Bắc giúp đỡ tín đồ Tin Lành đăng ký các hoạt động tôn giáo và hành đạo tại gia hoặc tại những địa điểm phù hợp, đồng thời hướng dẫn cam kết không liên kết với phong trào ly khai. Ngày 18 tháng 8 cùng năm, Bộ Ngoại giao công bố Thành tựu bảo vệ và phát triển quyền con người, khẳng định Tổ chức Quỹ Người Thượng là "tập hợp một số tàn quân của FULRO chạy sang Hoa Kỳ" và Ksor Kok hoạt động ly khai vì "mục đích vu cáo Việt Nam đàn áp Tin Lành ở Tây Nguyên". Năm 2012, Bộ trưởng Bộ Công an Trần Đại Quang nhận xét "một bộ phận quần chúng và một số ít cán bộ đảng viên hoang mang, dao động, một số nhận thức mơ hồ về Nhà nước Đêga" và "tồn tại tâm lý kỳ thị dân tộc Kinh – Thượng" cùng "hệ thống chính trị cơ sở hoạt động yếu kém, xa dân". Đại sứ quán Việt Nam tại Băng Cốc thông cáo hiện tượng vượt biên trái phép sang Thái Lan không phải do đàn áp hay bị xua đuổi, khẳng định do "kinh tế và hy vọng được tái định cư ở một nước thứ ba". Ngày 17 tháng 7 năm 2020, Phó Tổng tham mưu trưởng Quân đội nhân dân Việt Nam Nguyễn Trọng Bình nhìn nhận sự kiện bị "xử lý chậm, gây hậu quả an ninh trật tự, chính trị trên địa bàn".

#### Chính quyền địa phương
Ngày 26 tháng 5, Chủ tịch Ủy ban nhân dân tỉnh Đắk Lắk Nguyễn Văn Lạng thông cáo "nhiều người chỉ vì nhẹ dạ mà bị lôi kéo, sắp tới sẽ đưa một số người quá khích ra nói chuyện với nhân dân" và "những tay sai đắc lực của Ksor Kok sẽ xét xử về tội khủng bố". Nguyễn Văn Lạng diễn giải "Tòa thánh Vatican, Liên Hợp Quốc đều không coi Tổ chức Quỹ người Thượng là một đảng phái chính thống, Campuchia không coi người vượt biên là tị nạn, Thái Lan có những động thái tích cực" và cho rằng việc ly khai là vô lý. Cựu giám đốc công an tỉnh Đắk Lắk Trần Kỳ Rơi bộc bạch "âm mưu của thế lực thù địch là kích động, dụ dỗ, lừa mị, tiêm nhiễm những tư tưởng xấu vào đồng bào dân tộc thiểu số nhằm chia rẽ mối quan hệ giữa các dân tộc với nhau, gây mất đoàn kết nội bộ". Chủ tịch Ủy ban nhân dân tỉnh Gia Lai Nguyễn Vỹ Hà khẳng định đây là "một kịch bản được dàn dựng chi tiết từ những kẻ lưu vong, phản động bên ngoài", tái khẳng định "không có chuyện đàn áp đồng bào dân tộc thiểu số, ngăn cấm nhân dân tự do tín ngưỡng". Bí thư Tỉnh ủy Kon Tum Nguyễn Thanh Cao khẳng định biểu tình "là điều được báo trước" vì FULRO, phát triển kinh tế khu vực Tây Nguyên thiếu bền vững từ khai thác tài nguyên thô, thiên tai và phá rừng, xung đột phân hóa giàu nghèo, không gian văn hóa dân tộc thiểu số bị thu hẹp, thực thi chính sách thất thoát, tổ chức Đảng Cộng sản Việt Nam tại địa phương hoạt động yếu kém.
Ngày 8 tháng 6, Ủy ban nhân dân tỉnh Lâm Đồng ban hành Chỉ thị 12/2004/CT-UB nêu rõ quan điểm "bọn Fulro lưu vong đã ráo riết tuyên truyền kích động đòi ly khai, tự trị, chia rẽ giữa đồng bào dân tộc thiểu số với người Kinh, móc nối với số Fulro cũ và số cực đoan ở bên trong nhen nhóm hình thành tổ chức phản động trên một số địa bàn các tỉnh Tây Nguyên. Thủ đoạn của chúng là lợi dụng tín ngưỡng, dùng vật chất hoặc hù dọa để xúi dục cưỡng ép một bộ phận đồng bào dân tộc thiểu số biểu tình gây rối an ninh trật tự, chống người thi hành công vụ, trong tháng 2 năm 2001 và tháng 4 năm 2004 chúng đã gây ra hai cuộc biểu tình, bạo loạn tại các tỉnh Gia Lai, Đắk Lắk, Đắk Nông làm ảnh hưởng không tốt đến khối đại đoàn kết toàn dân và sự ổn định chính trị xã hội của đất nước, gây phức tạp cho ta trong quan hệ quốc tế". Tháng 12 cùng năm, chính quyền địa phương khu vực Tây Nguyên cấp quyền sử dụng khoảng 18.000 hecta đất cho gần 40.000 hộ dân người dân tộc thiểu số. Nghị quyết ngày 11 tháng 12 năm 2005 của Tỉnh ủy Gia Lai nhận định "công tác giáo dục quốc phòng toàn dân chưa sâu rộng, một bộ phận cán bộ – đảng viên và quần chúng còn mơ hồ, mất cảnh giác trước âm mưu diễn biến hoà bình, bạo loạn lật đổ của các thế lực thù địch và bản chất phản động của FULRO". Tháng 7 năm 2020, Bí thư Tỉnh ủy Đắk Lắk Bùi Văn Cường khẳng định "khi đồng bào giàu lên thì không còn chuyện kích động nữa".

#### Truyền thông Việt Nam
Nhân Dân bình luận "các điểm nóng ở Tây Nguyên đã làm sáng tỏ như ban ngày sự thật về cái gọi là Nhà nước Đêga của bọn Fulro phản động đội lốt tôn giáo.[...] Những hành vi gây rối, khủng bố, ly khai, ly tán lòng người của bọn chúng là một tội ác, vi phạm nghiêm trọng hiến pháp và pháp luật, phải bị trừng trị, không dung tha". Tuổi Trẻ phân tích "hàng ngàn đồng bào dân tộc thiểu số đã bị kích động, xúi giục, ép buộc tham gia vào vụ gây rối này. Một "kịch bản Tây nguyên" với nhân vật quen thuộc là Ksor Kok và những thông tin bịa đặt trắng trợn". Sài Gòn Giải phóng nhận định "với giọng điệu bịp bợm 'Người dân tộc thiểu số phải có nhà nước riêng cho người dân tộc thiểu số', Kok đã lôi kéo nhiều người dân tộc thiểu số tách khỏi đạo Tin Lành chính thống để thành lập cái gọi là 'đạo Tin Lành Đêga' là đạo dành riêng cho người dân tộc thiểu số. Kok đã lên kế hoạch chống phá Nhà nước Việt Nam bằng chiêu bài đòi tự do tôn giáo cho đạo Tin lành Đêga". Báo Gia Lai nhận định "xuất phát từ những âm mưu đen tối của bọn phản động FULRO lưu vong, đứng đầu là Ksor Kok đã bịa đặt dựng chuyện, đưa ra những thông tin sai trái, phản động, nhằm chống phá chính quyền, gây mất ổn định an ninh trật tự, hòng đẩy cuộc sống của người dân rơi vào cảnh cơ cực". Trần Anh Tú trên Tạp chí Xây dựng Đảng cho rằng hệ quả biểu tình tạo ra "một cuộc khủng hoảng về vấn đề di cư" và "bóp méo hình ảnh" của Việt Nam.
Tạp chí lý luận của Ủy ban Dân tộc bình phẩm "cuộc gây rối ở Tây Nguyên theo kịch bản của bọn Fulro phản động lưu vong lần thứ hai đã bị thất bại thảm hại, nhưng với bản chất cuồng tín và tham vọng chính trị đen tối, Ksor Kok và bọn Fulro phản động lưu vong tại Hoa Kỳ vẫn còn tiếp tục chỉ đạo, hỗ trợ vật chất cho bọn phản động trong nước nằm vùng hoạt động". Đài Tiếng nói Việt Nam cho rằng "hệ thống chính trị cơ sở vùng Tây Nguyên đã bộc lộ rõ sự yếu kém về năng lực và bản lĩnh chính trị, nhiều nơi bị vô hiệu hóa, cán bộ không dám đấu tranh trực diện với số đối tượng FULRO". Quân dội nhân dân phân tích "các thế lực thù địch đã từng lợi dụng vấn đề dân tộc, tôn giáo ở Tây Nguyên gây ra bạo loạn vào năm 2001 và 2004. Nhóm tàn quân FULRO lưu vong ở nước ngoài do Ksor Kơk đứng đầu đã tuyên truyền, dụ dỗ người dân, âm mưu thiết lập Nhà nước Cộng hòa Đêga ở Tây Nguyên". Báo Bình Phước nhận định "đồng bào các dân tộc ở Tây Nguyên đã bị xúi giục, kích động làm mất an ninh trật tự, chống đối chính quyền và nhắm tới mục tiêu bạo loạn lật đổ của các thế lực thù địch. Ở góc độ địa lý, vụ việc được giải quyết trong phạm vi Tây Nguyên, nhưng cũng tác động mạnh tới đồng bào các dân tộc thiểu số ở vùng lân cận, như đồng bào M'Nông ở huyện Bù Đăng của Bình Phước, đặc biệt là những trường hợp có người thân, dòng tộc ở Tây Nguyên". Anh Thư trên báo Hà Nội Mới cho rằng ở Tây Nguyên với "những yếu kém của nội bộ chúng ta chưa tới mức nảy sinh mâu thuẫn lớn, nhưng đã bị bọn xấu lợi dụng để thực hiện ý đồ ly khai, chia rẽ, chống phá cách mạng nước ta".

#### Học giả Việt Nam
Nhiều học giả trong nước cho rằng vụ biểu tình Tây Nguyên năm 2004 bị lôi kéo bởi các thế lực thù địch, trong khi số khác cho rằng công chức địa phương lơ là chủ trương chính sách và cần thiết phải kết hợp tính tự trị–tự do tôn giáo đặc trưng tại Tây Nguyên. Trong một tài liệu xuất bản vào tháng 3 năm 2020, Học viện Nông nghiệp Việt Nam cho rằng đây những âm mưu lợi dụng vấn đề dân tộc, tôn giáo nhằm "lôi kéo, tranh giành dân tộc, gây đối trọng với Đảng, chính quyền." Chu Văn Tuấn tại Viện Hàn lâm Khoa học xã hội Việt Nam nhận định tuy có yếu tố tộc người nhưng không phải là xung đột sắc tộc – tôn giáo, mà thật ra "mang màu sắc chính trị vì có sự tham gia của các thế lực phản động chống phá". Phó giáo sư Nguyễn Văn Minh tại Viện Hàn lâm Khoa học xã hội Việt Nam cho rằng những cuộc bạo loạn do Tin Lành Đêga tổ chức để gây rối nhằm "quốc tế hóa và chính trị hóa vấn đề tôn giáo", đồng thời "tìm cách khống chế, làm mất uy tín cán bộ, đảng viên cốt cán ở địa phương". Theo Tiến sĩ Phạm Ngọc Đại tại Học viện Chính trị Quốc gia Hồ Chí Minh, FULRO lưu vong là lực lượng kích động và lôi kéo người dân tộc thiểu số vượt biên trái phép sang Campuchia nhằm tị nạn chính trị, đồng thời "xây dựng lực lượng để tiếp tục chống phá cách mạng". Ngoài ra, theo Viện trưởng Viện Khoa học xã hội vùng Tây Nguyên Bùi Minh Đạo, trong bạo loạn Tây Nguyên năm 2004, "nhóm người cầm đầu có kinh tế khá giả chứ không phải người nghèo". Thạc sĩ Đỗ Văn Dương tại Trường Chính trị Đăk Lăk cho rằng "chính quyền cấp xã yếu kém, dân chủ bị vi phạm thì kinh tế kém phát triển, đời sống nhân dân gặp khó khăn" và "chính quyền sẽ lúng túng, bị động" khi biểu tình xảy ra.
Giáo sư kiêm cựu viện trưởng Viện Nghiên cứu Tôn giáo Đỗ Quang Hưng bình luận "bạo loạn chính trị ở Tây Nguyên có liên quan đến 'vấn đề Tin Lành' cho thấy địa phương nào làm tốt chuyện 'pháp nhân', chính ở đó yếu tố lợi dụng vấn đề đạo Tin Lành lại giảm hơn". Tiến sĩ Nguyễn Yến Thanh tại Học viện Chính trị Công an nhân dân nhận định "các đơn vị Quân đội, Công an, Bộ đội Biên phòng cần thường xuyên sâu sát cơ sở" và cần "nâng cao khả năng sẵn sàng chiến đấu–tăng cường công tác bảo vệ chính trị nội bộ". Tiến sĩ Phạm Văn Hồ tại Học viện Chính trị Quốc gia Hồ Chí Minh phân tích nguyên nhân không chỉ do các thế lực thù địch gia tăng hoạt động chống phá, "mà còn xuất phát từ việc chưa thực hiện tốt chủ trương – chính sách của Đảng, Nhà nước hoặc do một số chính sách xã hội chưa thực sự phù hợp với điều kiện đặc thù của vùng Tây Nguyên nhưng lại chậm được điều chỉnh, bổ sung, hoàn thiện". Tiến sĩ Nguyễn Quốc Sửu tại Học viện Hành chính kết luận "phải xem xét đến những hằng số văn hóa – xã hội mà một trong số đó là tính tự trị của cộng đồng các dân tộc bản địa Tây Nguyên", Nguyễn Quốc Sửu diễn giải "khi nào tính tự trị ấy hàm chứa trong chính sách cho Tây Nguyên thì vùng đất này sẽ yên bình và ngược lại". Chung Van Hoang tại Viện Á châu học Quốc tế (International Institute for Asian Studies, IIAS) nhận định "những cuộc biểu tình này bị kích động và hỗ trợ tài chính từ Hiệp hội người Thượng Đêga cùng sự bảo trợ của thành viên FULRO", đồng thời cho rằng "sự can thiệp tích cực của chính quyền địa phương nhằm thuyết phục người Tin Lành H'Mông trở lại với truyền thống dân gian của họ" dẫn đến "một số lượng lớn người H'Mông Tin Lành di cư vượt biên, một phần để thoát khỏi những can thiệp đó, một phần hy vọng thoát khỏi xung đột và nghèo túng".

### Quốc tế

#### Tổ chức Quỹ người Thượng
Chủ tịch Tổ chức Quỹ người Thượng Ksor Kok trả lời AFP rằng nhiều người Thượng biểu tình đã bị thương, đồng thời kêu gọi Liên Hợp Quốc điều tra. Ksor Kok khẳng định "điều [buộc tội] đó là sai", "đây là cuộc biểu tình phi bạo lực". Ksor Kok thừa nhận tiếp xúc với người Thượng vùng cao, nhưng cho biết những người tổ chức tự quyết định biểu tình bất bạo động và từ chối lời khuyên chờ đến mùa thu [của Ksor Kok]; đồng thời đề nghị [những người tổ chức] gọi đó là buổi cầu nguyện thay vì gọi cuộc biểu tình.
Khi đề cập đến người tị nạn tại Campuchia, Ksor Kok vào năm 2014 nói rằng "nếu chính phủ Campuchia có lòng trắc ẩn, họ có thể giúp đỡ những người đó. Hoặc họ có thể trục xuất và những người đó sẽ chết. Người dân tộc chúng tôi đã mất hết hy vọng vì không ai quan tâm đến chúng tôi nữa. Ngay cả chính quyền liên bang Hoa Kỳ cũng không làm gì cho chúng tôi. Mọi người đều muốn lờ chúng tôi vì số lượng người dân tộc chúng tôi rất ít và đất của chúng tôi quá nhỏ. Mọi người đều muốn giúp Việt Nam – và chúng tôi đang cản trở – bởi vì mọi người đều muốn ngăn chặn sự bành trướng của Trung Quốc. Không ai muốn nói Việt Nam làm gì xấu cả. Họ muốn chúng tôi chết đi. Tất cả những gì chúng tôi có thể làm là cầu nguyện". Ksor Kok từng nhiều lần nhắn gửi người Thượng tại Việt Nam không nên vượt biên vào Campuchia vì "chính phủ Campuchia bị Việt Nam kiểm soát".

#### Chính phủ nước ngoài
Liên minh Châu Âu gửi công hàm ngoại giao đến Việt Nam bày tỏ lo ngại về các vụ biểu tình, đề nghị chính phủ Việt Nam cho phép Cao ủy Liên Hợp Quốc về người tị nạn cũng như các nhà ngoại giao, các cơ quan truyền thông và các tổ chức phi chính phủ đến Tây nguyên thị sát. Ngày 11 tháng 4, Bộ trưởng Ngoại giao Ý Franco Frattini tuyên bố "phái bộ của Ý ở Bruxelles sẽ hối thúc Liên minh châu Âu hành động nhanh chóng"; yêu cầu Cao ủy Liên Hợp Quốc về người tị nạn (UNHCR) được quyền thị sát ngay lập tức tại các khu vực có liên quan đến các vụ biểu tình"; đồng thời cho biết Đại sứ quán Ý tại Hà Nội đề đạt yêu cầu đến chính phủ Việt Nam. Ngày 13 tháng 4, Bộ Nội vụ Campuchia tố cáo Cao ủy Liên Hợp Quốc về người tị nạn (UNHCR) "tổ chức, xúi giục, di chuyển và tiếp nhận trái phép" người dân tộc thiểu số ở Tây Nguyên thuộc Việt Nam vào thành phố Phnôm Pênh và coi đó là "hành động vi phạm chủ quyền quốc gia"; đồng thời Bộ Ngoại giao Campuchia gọi những hành động của nhân viên Cao ủy Liên Hợp Quốc về người tị nạn là sự "lộng quyền" khi tự ý di chuyển và tiếp nhận người nước ngoài mà không được sự đồng ý của chính phủ Campuchia.
Phát ngôn viên Đại sứ quán Hoa Kỳ tại Hà Nội gửi công văn tới Bộ Ngoại giao Việt Nam đề nghị được thị sát Tây Nguyên, Cao ủy châu Âu về Quan hệ Đối ngoại Chris Patten hội đàm với Bộ trưởng Ngoại giao Việt Nam Nguyễn Dy Niên bên lề hội nghị cấp bộ trưởng các nước Á–Âu tại Dublin thuộc Cộng hòa Ireland vào ngày 17 tháng 4. Người phát ngôn của Ủy hội châu Âu tại Bruxelles thông cáo "chúng tôi có nghe nói về tình trạng thương vong, những chi tiết rất đáng quan ngại, thế nhưng chúng tôi vẫn đang chờ đợi để có một bức tranh rõ ràng hơn về những gì đã diễn ra cũng như mức độ của sự kiện". Người phát ngôn của Ủy hội châu Âu tại Hà Nội Christoph Wiesner tuyên bố "vấn đề tôn trọng nhân quyền và tự do tôn giáo là chủ đề chúng tôi thường xuyên mang ra bàn với phía Việt Nam, chứ không chỉ trong cuộc gặp tới giữa ông Chris Patten và Ngoại trưởng Việt Nam. Chúng tôi cũng đang có đối thoại với chính phủ Việt Nam về vấn đề nhân quyền với một thỏa thuận mới trong việc thành lập một nhóm công tác trong lĩnh vực này". Cao ủy Liên Hợp Quốc về người tị nạn tại Băng Cốc thông báo theo dõi tình hình tại vùng Tây Nguyên, Đại sứ quán Hoa Kỳ tại Hà Nội cảnh báo người Mỹ không nên đến Đắk Lắk và Gia Lai vào thời điểm này. Ngày 21 tháng 4, Sam Brownback và Chris Smith cùng Richard Land tham gia biểu tình với khoảng 250 người Thượng tại Capitol Hill nhằm cáo buộc chính phủ Việt Nam trấn áp bạo lực, đồng thời viết thư yêu cầu Bộ trưởng Ngoại giao Hoa Kỳ Colin Powell đưa Việt Nam vào danh sách Các quốc gia đáng quan tâm đặc biệt. Chris Smith và Richard Land kêu gọi chính phủ Việt Nam mở cửa Tây Nguyên để các nhà quan sát quốc tế thị sát, Chris Smith kêu gọi Quốc hội Hoa Kỳ thông qua Đạo luật Nhân quyền Việt Nam (Vietnam Human Rights Act, H.R. 1587).
Đối với việc Việt Nam khiếu nại Đảng cấp tiến xuyên quốc gia (TRP) sử dụng tư cách tham vấn của Ủy ban Các tổ chức phi chính phủ (NGO) để Ksor Kok hoạt động tại Việt Nam, Hội đồng Kinh tế và Xã hội Liên Hợp Quốc ngày 23 tháng 7 tiến hành bỏ phiếu với 20 phiếu thuận – 22 phiếu chống – 11 phiếu trắng và chính thức quyết định bác bỏ khiếu nại của Việt Nam, đại diện các quốc gia trước đó bình luận:
- Bénin: "Thảo luận hôm nay xác nhận sự cần thiết phải hợp lý hóa chức năng và hoạt động của ECOSOC, để nó có thể đóng góp hiệu quả cho những tiến bộ kinh tế và xã hội của các quốc gia. Nếu có những vấn đề mới được đưa ra Hội đồng, những vấn đề đó nên được đưa đến Ủy ban, sau đó sẽ đưa ra khuyến nghị cho Hội đồng. Điều này để việc tuyển chọn của NGO sẽ không trở thành một vấn đề chính trị hóa cao". Sau đó, phái đoàn Bénin rút lại đề xuất.
- Cuba: "TRP không thực sự là một tổ chức phi chính phủ, mà là một nhóm các đảng phái chính trị quốc tế giống như Dân Chủ Kitô Giáo. Đưa ra tư cách tham vấn cho nhóm là một phần từ sự linh hoạt của Ủy ban Các tổ chức phi chính phủ (NGO). Tuy nhiên, TRP đã có xu hướng công nhận cho các cá nhân và các tổ chức khủng bố tham gia phiên họp của Ủy ban Nhân quyền. Lệnh trừng phạt không nhằm chống lại TRP vì những gì nó đại diện, nhưng yêu cầu tuân thủ nghiêm ngặt khắt khe nghị quyết điều chỉnh NGO công nhận. Một trong những căn cứ để đình chỉ là khi một tổ chức tạo điều kiện cho hành vi đi ngược lại Hiến chương Liên Hợp Quốc, trong trường hợp này đe dọa toàn vẹn lãnh thổ và chủ quyền của các quốc gia. Ủy ban đã xem xét trường hợp này lâu dài và đã đề nghị đình chỉ.[...] Đã có một cuộc tranh luận kỹ lưỡng trong Ủy ban về vấn đề này. Tính nhất quán được yêu cầu, không phải là một tiêu chuẩn kép. Một tổ chức khác vừa bị đình chỉ cũng đã vi phạm liên quan đến việc công nhận. TRP đã vi phạm nghị quyết 1996/31 và đã hoạt động vi phạm toàn vẹn lãnh thổ và chủ quyền của một quốc gia".
- Hà Lan: "Đề xuất đình chỉ Đảng Cấp tiến xuyên quốc gia (Transnational Radical Party, TRP) trong ba năm dựa trên đơn khiếu nại của Việt Nam đối với đảng vì đã công nhận cho Kok Ksor—Chủ tịch Tổ chức Quỹ người Thượng—tại phiên họp thứ năm mươi tám của Ủy ban Nhân quyền. Cả ông Ksor và Quỹ người Thượng đều không xuất hiện trong bất kỳ danh sách cá nhân và tổ chức khủng bố nào của Liên Hợp Quốc hoặc Liên minh Châu Âu. Không có bằng chứng đáng tin cậy để chứng minh cho tuyên bố rằng ông Ksor là một phần tử khủng bố, không có trường hợp nào thể hiện Đảng Cấp tiến xuyên quốc gia (TRP) cố gắng phá hoại chủ quyền hoặc toàn vẹn lãnh thổ của Việt Nam. Không có tiêu chí nào để đình chỉ, trong đó bao gồm một mô hình hành vi rõ ràng trái mục đích và nguyên tắc của Hiến chương Liên Hợp Quốc, các hoạt động tội phạm được quốc tế công nhận hoặc không có đóng góp tích cực nào cho công việc của Liên Hợp Quốc, được áp dụng. Nếu Hội đồng quyết định đình chỉ tư cách tham vấn của Đảng Cấp tiến xuyên quốc gia, họ sẽ hành động coi thường rõ ràng và vi phạm các thủ tục của chính mình"
- Hoa Kỳ: "Những bình luận từ phía Việt Nam cần được xem xét nghiêm túc, nhưng hành động khủng bố đó nên được bàn thảo trong một diễn đàn khác. Hội đồng Bảo an, trên thực tế, đã không mô tả TRP là một tổ chức như vậy. Các cáo buộc được đưa ra là một cuộc tấn công vào các tổ chức phi chính phủ với một hồ sơ đặc biệt, một trong số đó là một người bảo vệ tự do. Việc đình chỉ ba năm không phù hợp với thực tiễn NGO. Phái đoàn sẽ bỏ phiếu chống lại việc đình chỉ TRP".
- Indonesia: "Ủy ban Các tổ chức phi chính phủ (NGO) không nên lạm dụng vị thế của họ và tư cách tham vấn của các tổ chức phi chính phủ có thể bị đình chỉ nếu có bằng chứng rõ ràng đã tham gia vào các hành vi trái với các nguyên tắc của Hiến chương Liên Hợp Quốc. Indonesia sẽ bỏ phiếu ủng hộ việc đình chỉ".
- Nga: "TRP đã được yêu cầu trong nhiều năm về các báo cáo đặc biệt, nhưng tổ chức này tiếp tục vi phạm các quy định của nghị quyết 1996/31. Các cáo buộc từ Việt Nam liên quan đến các hoạt động đi ngược lại Hiến chương Liên Hợp Quốc. Cần phải tôn trọng lợi ích của các quốc gia thành viên. Do đó, phái đoàn sẽ bỏ phiếu ủng hộ quyết định dự thảo".
- Trung Quốc: "TRP đã lạm dụng tư cách tham vấn. Hành vi của TRP trái với các quyết định của ECOSOC khi quy định cho các tổ chức phi chính phủ tôn trọng Hiến chương Liên Hợp Quốc và chủ quyền quốc gia. Ủy ban Các tổ chức phi chính phủ (NGO) đã thảo luận về vấn đề này và Việt Nam đã đệ trình bằng chứng thuyết phục cho Ủy ban. Phái đoàn sẽ bỏ phiếu ủng hộ đình chỉ tham vấn trong ba năm".
- Ý: "Ba báo cáo đặc biệt được chuẩn bị bởi TRP đã được chú ý đúng mức. Không có tổ chức nào nên có tình trạng bị đình chỉ đơn thuần chỉ vì nó thu hút sự chú ý đến các vi phạm nhân quyền bị cáo buộc. Không có tiêu chí nào cho việc đình chỉ được đáp ứng. Từ chối tất cả các hành động bạo lực đối với các cá nhân hoặc quốc gia bắt nguồn sâu sắc từ các hành động của TRP. Không có khủng bố hay ly khai đã được chứng minh, những cáo buộc đó là sai. Lịch sử tham gia TRP trong các cơ quan của Liên Hợp Quốc cho thấy họ luôn tuân thủ các quy tắc và quy định của Liên Hợp Quốc. Đại diện của Việt Nam đã thừa nhận, trong một bức thư gửi Hội đồng, rằng vấn đề không nằm ở TRP, mà là sự tham gia của ông Ksor trong Ủy ban Nhân quyền. Không có bằng chứng cho bất kỳ cáo buộc nào được đưa ra chống lại ông Ksor hoặc MFI. Nếu được thông qua, quyết định này sẽ làm suy yếu uy tín của Liên Hợp Quốc trong cuộc chiến chống khủng bố. Quỹ người Thượng đã đấu tranh vì sự tôn trọng các quyền cơ bản của con người. Bất kỳ hành động chống lại một tổ chức phi chính phủ nào cũng xứng đáng nhận được sự quan tâm đúng mức của Hội đồng và không nên được đưa ra trong các cáo buộc chưa được chứng minh. Không có trường hợp nào khiến Tổ chức nên hạn chế quyền truy cập của các tổ chức xã hội dân sự vì lý do chính trị".
- Việt Nam: "Ủy ban Các tổ chức phi chính phủ (NGO) đã quyết định đình chỉ trong ba năm tình trạng tham vấn của TRP vì họ đã lạm dụng tư cách qua cách thừa nhận nội bộ có một kẻ khủng bố — Kok Ksor và tổ chức lật đổ của ông ta (Montagnard Foundation, Inc., MFI) — cam kết bảo trợ để ông ta tham dự các cuộc họp và hội nghị của Liên Hợp Quốc trong nỗ lực thúc đẩy chiến dịch của họ hướng tới một 'Nhà nước Đê ga độc lập' tại vùng Tây Nguyên của Việt Nam. TRP đang tham gia vào các hoạt động khủng bố, nhưng vẫn có những nỗ lực để đặt câu hỏi về những sự thật này. Kok Ksor và MFI đã tổ chức các cuộc bạo loạn vào tháng 2 năm 2001, TRP đã công nhận họ và bảo trợ họ tham dự các cuộc họp và hội nghị của Liên Hợp Quốc dưới tên của TRP. Sự công nhận của TRP đã lặp lại lần nữa trong ba năm qua, bất chấp các cuộc biểu tình tại Việt Nam. Nghị quyết 1996/31 của ECOSOC quy định rằng các tổ chức phi chính phủ có tình trạng như vậy không được tham gia vào 'những hành động thúc đẩy chính trị chống lại các quốc gia thành viên Liên Hợp Quốc'. Những bức thư đệ trình lên Liên Hợp Quốc đã được lưu hành rất muộn. Thư đã không được thảo luận vì chỉ dẫn từ các khu nhất định".
- Đảng Cấp tiến xuyên quốc gia (Transnational Radical Party, TRP): "Đảng là một tổ chức vận động, trong đó vận động chống lại sự bất công ở mọi nơi trên thế giới được tìm thấy. Tại New York, TRP đã hỗ trợ các sứ mệnh nhỏ với sự trợ giúp tư pháp. Phái đoàn của TRP đã lên án khủng bố vì kinh nghiệm 11 năm của chính nó và nó không liên kết với bất kỳ tổ chức nào có khuynh hướng khủng bố. Đoàn của TRP yêu cầu Hội đồng thực thi công lý. TRP đã không làm gì trái với tinh thần của nghị quyết. TRP chỉ mang lại cho ông Ksor một nền tảng tại Việt Nam để nâng cao quan điểm của mình, không có bằng chứng nào cho thấy ông Ksor đã tham gia vào bất kỳ hoạt động khủng bố nào".

Ngày 16 tháng 7, Quốc vương Campuchia Norodom Sihanouk cho biết không thể tiếp cận và cung cấp nhu yếu phẩm cho người Thượng tị nạn tại Ratanakiri, đổ lỗi cho chính phủ Campuchia có mối quan hệ chặt chẽ với Hà Nội khi trục xuất người Thượng với định danh "nhập cư bất hợp pháp"; đồng thời tuyên bố "người Thượng chạy trốn khỏi Việt Nam không thể rời khỏi nơi ẩn náu, bởi vì nếu họ làm điều đó, họ sẽ bị biến mất theo cách này hay cách khác sau khi họ nhận được viện trợ nhân đạo của tôi, hoặc họ sẽ được dẫn độ trở lại cho chính quyền Việt Nam". Ngày 19 cùng tháng, Hạ viện Hoa Kỳ chính thức thông qua Đạo luật Nhân quyền Việt Nam (Vietnam Human Rights Act, H.R. 1587) với kết quả bỏ phiếu 323–45, nhưng phiên bản rút gọn của H.R. 1587 không được đưa vào Consolidated Appropriations Act (H.R. 4818). Tháng 9 năm 2004, Bộ Ngoại giao Hoa Kỳ đưa Việt Nam vào danh sách Các quốc gia đáng quan tâm đặc biệt theo Đạo luật Tự do Tôn giáo Quốc tế (IRFA) vì vi phạm đặc biệt nghiêm trọng về tự do tôn giáo.

#### Truyền thông quốc tế
BBC cho rằng "Việt Nam sẽ phải đương đầu với một làn sóng chỉ trích mới từ phía các nước châu Âu" nếu các cáo buộc về vi phạm được chứng thực. Đài Á Châu Tự Do nhận định người Thượng đã chiến đấu bên cạnh Lực lượng đặc nhiệm Hoa Kỳ trong Chiến tranh Việt Nam và "hàng trăm người đã vượt biên sang Campuchia trong những năm gần đây" do chính phủ Việt Nam đàn áp tôn giáo người thiểu số chủ yếu theo Cơ Đốc giáo – chiếm đoạt đất đai của họ. Al Jazeera bình luận "ngoài các vấn đề về tôn giáo và đất đai, liên minh cũ giữa người Thượng và Hoa Kỳ trong Chiến tranh Việt Nam tiếp tục làm trầm trọng thêm nghi ngờ của chính quyền cộng sản khi cho rằng họ [người Thượng] đại diện cho mối đe dọa ngoại bang đối với sự thống nhất quốc gia". The New York Times cho rằng "tuyên bố đức tin Kitô giáo và lòng trung thành chiến đấu sát cánh cùng Hoa Kỳ trong Chiến tranh Việt Nam (đến khi kết thúc vào năm 1975) khiến họ [người Thượng] bị chính quyền ở Hà Nội khinh miệt". The Guardian nêu quan điểm "các nhóm nhân quyền và các phái đoàn ngoại giao tại Việt Nam nghi ngờ phản ứng công khai quá mức của chính phủ, cũng như việc các bộ trưởng cấp cao được phái đến khu vực này trong vài ngày và báo chí bị kiểm soát chặt chẽ đã đưa ra vấn đề bao quát bất thường — có nghĩa là những gì xảy ra nghiêm trọng hơn nhiều so với thừa nhận". The Cambodia Daily nhận định "người Thượng Việt Nam, còn được gọi là Đêga, từ lâu đã bị bức hại vì ủng hộ lực lượng Hoa Kỳ và Pháp trong Chiến tranh Đông Dương lần thứ nhất và thứ hai. Hầu hết người Thượng đều thực hành theo nghi thức Tin Lành mà chính quyền Việt Nam đã đặt ra ngoài vòng pháp luật, dẫn đến một cuộc đàn áp dữ dội đối với các nhà thờ của người Thượng từ năm 2001 đến 2011".
The New Humanitarian bình luận "người Thượng đã trải qua một lịch sử bị lạm dụng ở Việt Nam — nơi họ không chỉ phải đối mặt với sự phân biệt đối xử dựa trên sắc tộc — mà còn bị đàn áp trên cơ sở tôn giáo". Báo cáo viên đặc biệt của Liên Hợp Quốc về tự do tôn giáo Heiner Bielefeldt xác nhận "nhiều nhà thờ dân tộc thiểu số ở miền Trung Việt Nam bị buộc phải đóng cửa, các mục sư của họ bị bắt và bỏ tù. Rất nhiều người trong số họ buộc phải chạy trốn hoặc ẩn náu sau các cuộc biểu tình lớn kêu gọi quyền đất đai và tự do tôn giáo. Một số người cũng bị buộc phải từ chối đức tin hoặc rời khỏi làng của họ". Envío cho rằng các cuộc biểu tình tại Nicaragua và Việt Nam là "tác động của khủng hoảng cà phê toàn cầu đối với người nông dân nhỏ bé, người lao động nông nghiệp, cộng đồng của họ. Đây là một tác động rất lớn đến dân bản địa và cộng đồng của họ, khi phản ứng với cả thất bại và thành công của canh tác cà phê hướng đến xuất khẩu". The Washington Post nhận định "truyền thông nhà nước đưa tin rất ít về tình trạng bất ổn ở Tây Nguyên, ngoại lệ thỉnh thoảng có câu chuyện về việc bắt giữ du kích hoặc người dân phá vỡ 'đoàn kết dân tộc'". Christianity Today nêu quan điểm "do chính phủ ngăn cấm báo chí và dùng biện pháp mạnh để che đậy những sự kiện đụng độ từ ngày 10 đến ngày 11 tháng 4, toàn bộ mức độ những điều xảy ra vào lễ Phục Sinh và những ngày tiếp nối sau đó có lẽ không bao giờ được tiết lộ.[...] Chiến dịch tuyên truyền chính thức chống lại Kitô hữu giúp chuyển hướng khỏi những tội phạm nhân quyền, nguyên nhân cơ bản gây ra bất mãn của dân tộc thiểu số Việt Nam".
The Irish Times phân tích "các bộ lạc người Thượng đã chiến đấu bên cạnh chính quyền thực dân Pháp chống lại Việt Minh của Hồ Chí Minh trong thập niên 1940 và 1950.[...] Khi Hoa Kỳ tham chiến ở Việt Nam vào thập niên 1960, người Thượng được Lực lượng đặc nhiệm Hoa Kỳ săn đón đào tạo về chiến tranh rừng rậm ở Tây Nguyên chiến lược, nơi hình thành vùng đệm giữa miền bắc và miền nam Việt Nam". Asia Times phân tích "thời Pháp thuộc, người Thượng được hưởng quyền tự trị đáng kể. Người Pháp bổ nhiệm người Thượng vào các vị trí chính thức từ cấp tỉnh xuống cấp thôn, họ không thể có được vị trí cao hơn trong hệ thống của Pháp. Trong cuộc chiến xảy ra ở Việt Nam khoảng thời gian từ năm 1945 đến năm 1975, người Thượng đã được tuyển chọn bởi tất cả các bên và chịu tổn thất nặng nề. Vào cuối cuộc chiến, nhiều người Thượng cảm thấy bị bỏ rơi bởi mọi phía... Khi hàng nghìn người Thượng biểu tình phản đối đàn áp tôn giáo và tịch thu đất đai tổ tiên của họ vào năm 2001 và 2004, quân đội và cảnh sát đã đàn áp mạnh mẽ". VOA nhận xét "chính phủ cộng sản tại Việt Nam chỉ thừa nhận một số tôn giáo được nhà nước bảo trợ và đã nhiều lần xung đột với các tín đồ Phật giáo và Công giáo. Các tổ chức nhân quyền quốc tế nói rằng một số người sắc tộc thiểu số đã bị ngược đãi vì tôn giáo của họ và bị buộc phải từ bỏ tín ngưỡng". Tampa Bay Times cho rằng biểu tình bắt nguồn từ "căng thẳng tôn giáo và khiếu nại về lấn chiếm đất đai.[...] Nhiều nhóm dân tộc thiểu số Tây Nguyên chuyển sang đạo Tin Lành, Cộng sản Việt Nam có một hồ sơ đàn áp các nhóm tôn giáo".

#### Học giả quốc tế
Giáo sư danh dự Carlyle Alan Thayer tại Học viện Quốc phòng Úc nói "nếu người dân tộc thiểu số vùng cao [tìm kiếm] tị nạn ở Campuchia được cấp quy chế tị nạn", điều này sẽ "tác động đến vị thế quốc tế của Việt Nam cũng như kích thích các dân tộc thiểu số khác chạy trốn khỏi Việt Nam". Theo tác giả người Mỹ gốc Việt Hoàng Dung, "Binh đoàn 16 thành lập tại Đắk Lắk đã khai hoang 584.032 mẫu rừng để trồng cà phê, hạt tiêu, cao su cùng với sự di dân từ các vùng khác và nạn tham nhũng của công chức hành chính địa phương.[...] Ngoài những túng quẫn về vật chất, họ còn bị chính quyền tìm cách trói buộc về nhiều phương diện sinh hoạt, nhất là bóp nghẹt quyền tự do tín ngưỡng của họ, đặc biệt với những người theo Công Giáo hay Tin Lành".

#### Tổ chức phi chính phủ
Tổ chức Theo dõi Nhân quyền nhận định "chính quyền khẳng định rằng [Tin Lành Đêga] không phải là một tôn giáo hợp pháp mà là vỏ bọc cho một phong trào ly khai của người Thượng. Báo chí ở Việt Nam bị kiểm soát chặt chẽ, giới ký giả ngoại quốc bị ngăn cấm tự do đi tới những khu vực nhạy cảm ngoài Hà Nội, các tổ chức nhân quyền quốc tế độc lập bị từ chối không được đến thăm, rất khó có được những thông tin chi tiết có thể kiểm chứng về hiện tình ở Tây Nguyên". AsiaNews cho rằng "người Thượng là đồng minh của Hoa Kỳ trong Chiến tranh Việt Nam và nhiều người đã tái định cư tại Hoa Kỳ. Sau cuộc biểu tình lớn vào tháng tư nhằm chống lại sự đàn áp tôn giáo và tịch thu đất đai, nhiều người Thượng đã chạy trốn khỏi Tây Nguyên".
Hội Địa lý Quốc gia bình luận "quan hệ giữa chính quyền Hà Nội và các dân tộc thiểu số rất nhạy cảm. Vào năm 2001 và 2004, các cuộc biểu tình nhân quyền lớn của những bộ lạc vùng cao đã dẫn đến nhiều cái chết và tống giam hàng loạt. Một thời gian sau đó, Tây Nguyên bị phong tỏa với người nước ngoài. Các cuộc biểu tình và bạo loạn lác đác ở quy mô nhỏ hơn vẫn xảy ra, chính phủ bị cáo buộc vi phạm nhân quyền phổ biến ở các khu vực thiểu số". Năm 2011, phó giám đốc châu Á của Tổ chức Theo dõi Nhân quyền Phil Monton cho biết "người Thượng phải đối mặt với sự đàn áp khốc liệt ở Việt Nam, đặc biệt là những người thờ phượng trong các nhà thờ độc lập bởi vì chính quyền không dung thứ cho hoạt động tôn giáo ngoài tầm nhìn hoặc kiểm soát của họ. Chính phủ Việt Nam đã liên tục siết chặt các nhóm tôn giáo người Thượng độc lập, cho rằng họ đang sử dụng tôn giáo để kích động tình trạng bất ổn".

## Hệ quả

### Người Thượng tại Tây Nguyên
Theo Chỉ thị 16/2004/CT-TTg do Thủ tướng Việt Nam ban hành vào ngày 1 tháng 5 năm 2004, thống kê hơn 10.700 người được giáo dục cải tạo và hơn 20.000 người từ bỏ Tin lành Đêga. Tháng 1 năm 2005, thống kê khoảng 770 người Thượng xin tị nạn tại Phnôm Pênh thuộc Campuchia (296 được công nhận, 126 bị từ chối, số còn lại đang chờ quyết định), nhiều người Thượng được công nhận tị nạn nhưng từ chối tái định cư sang nước thứ ba và muốn ở lại Campuchia. Tính đến năm 2006, 561 người Thượng tái định cư sang nước thứ ba (Hoa Kỳ, Canada), 163 người Thượng bị trục xuất về Việt Nam, 26 người ở lại Campuchia. Theo báo cáo năm 2009 của Bộ Ngoại giao Hoa Kỳ, hơn 100 người Thượng tham gia biểu tình năm 2001 và năm 2004 được thả tự do trong năm 2009, trong đó có 11 người được thả vào Ngày Quốc Khánh. Đài Á Châu Tự Do cho biết khoảng 200 người Thượng tại Tây Nguyên vẫn bị giam giữ đến năm 2018 vì tham gia biểu tình trong thập niên 2000, đa số đều không có người thăm.
Đầu năm 2005, 1.200 nhà thờ Tin Lành của người dân tộc thiểu số được phê duyệt đăng ký chính thức và mở lại. Bộ Ngoại giao vào năm 2005 thống kê khu vực có 304.876 tín đồ Tin Lành, 1.286 chi hội thuộc tám hệ phái, 79 mục sư và 476 nhà truyền đạo và truyền đạo tình nguyện. Theo tiến sĩ Nguyễn Thị Hoài Phương tại Học viện Hành chính, tỷ lệ người dân tộc thiểu số bản địa Tây Nguyên giảm do tỷ lệ tăng dân số tự nhiên cao và tỷ lệ di dân nhập cư tự phát, dẫn đến vấn nạn phá rừng và mua bán đất đai cùng nhiều vấn đề môi trường, quy hoạch phát triển kinh tế vùng bị phá vỡ. Tạp chí Nghiên cứu Dân tộc đề xuất chính phủ Việt Nam đầu tư hỗ trợ các tỉnh vùng trung du và miền núi phía Bắc nhằm giảm di dân tự phát đến Tây Nguyên, tái định cư vùng dân cư khó khăn theo Quyết định 193/2006/QĐ-TTg, quy hoạch di dân cư trú tại Tây Nguyên theo Quyết định 193. Theo tổng điều tra dân số năm 2009, vùng Đông Nam Bộ chính thức vượt qua Tây Nguyên về số lượng di dân nhập cư, nguyên nhân do Đông Nam Bộ có nhiều khu công nghiệp và thu hút vốn đầu tư trực tiếp nước ngoài (FDI). Viện trưởng Viện Dân tộc học Vương Xuân Tình nhận định nghiên cứu của các học giả "chủ yếu đề cập đến quan hệ kinh tế, sử dụng đất đai và văn hóa", nhưng lại "thiên về đánh giá tác động tiêu cực từ phía dân tộc đa số, mà ít xem xét vai trò của họ [người Việt] trong phát triển ở vùng dân tộc thiểu số như thế nào". Tháng 12 năm 2018, Bộ trưởng Bộ Tài nguyên và Môi trường Trần Hồng Hà thống kê 52.940 hộ dân thiếu khoảng 24.075 hecta đất sản xuất, diện tích đất tranh chấp có nguồn gốc nông trường khoảng 199.290 hecta. Dự án Chăm sóc Y tế tại Tây Nguyên giai đoạn 2004–2010 với kinh phí 28 triệu USD, trong đó Ngân hàng Phát triển châu Á (ADB) cho vay 18,6 triệu USD và chính phủ Thụy Điển viện trợ không hoàn lại 5,6 triệu USD cũng như chính phủ Việt Nam góp 3,9 triệu USD.

### Chính phủ Việt Nam
Tháng 7 năm 2004, Cục An ninh Tây Nguyên (thuộc Tổng cục An ninh II, Bộ Công an) được thành lập. Tây Nguyên là nơi nhập cư trọng điểm của Việt Nam kể từ ngày 30 tháng 4 năm 1975, nhưng chính phủ cùng chính quyền địa phương bắt đầu siết chặt di dân tự do kể từ sự kiện biểu tình. Thủ tướng Phan Văn Khải ban hành Quyết định 134 cam kết mỗi hộ gia đình dân tộc thiểu số thu nhập thấp ở Tây Nguyên từ 0,15 đến 0,5 ha đất nông nghiệp hoặc ít nhất 200 mét vuông đất ở. Tiếp theo, chính phủ Việt Nam tuyên bố siết chặt di cư người dân miền xuôi đến Tây Nguyên và làm chậm tốc độ di dân tự do đến khu vực. Ngày 5 tháng 5 năm 2005, Hoa Kỳ và Việt Nam ký kết thỏa thuận về cam kết phát triển và bảo vệ tự do tôn giáo tại Việt Nam. Chính sách khoán rừng cho người dân tộc thiểu số tại Tây Nguyên theo Quyết định số 304/2005/QĐ-TTg ngày 23 tháng 11 năm 2005 của Thủ tướng Chính phủ và Nghị định số 168/2016/NĐ-CP ngày 27 tháng 12 năm 2016 của Chính phủ Việt Nam; đồng thời nguồn vốn chương trình nông thôn mới tại Tây Nguyên giai đoạn 2010–2019 đạt 322.995,348 tỷ đồng. Ngày 24 tháng 10 năm 2011, Bộ Chính trị Ban Chấp hành Trung ương Đảng Cộng sản Việt Nam khóa XI ban hành Kết luận số 12/KL-TW, mục tiêu xây dựng Tây Nguyên giai đoạn 2011–2020 thành vùng kinh tế trọng điểm và ngăn chặn FULRO hoạt động.
Ngày 15 tháng 5 năm 2012, vụ án tham nhũng về khai thác gỗ khu vực Tây Nguyên giai đoạn 1998–2006 được thống kê thiệt hại hơn 12.530 tỷ đồng tại doanh nghiệp nhà nước Công ty cổ phần Công nghiệp rừng Tây Nguyên, cơ quan quản lý Tổng Công ty Lâm sản Việt Nam nhận kiểm điểm buông lỏng quản lý, tám công chức bị khởi tố. Cùng năm, Ủy ban Kiểm tra Trung ương Đảng Cộng sản Việt Nam thi hành kỷ luật Tỉnh ủy Đắk Lắk nhiệm kỳ 2004–2011 vì buông lỏng quản lý, đồng thời cách chức cựu Ủy viên Ban Thường vụ Tỉnh ủy Phạm Dũng vì chiếm đoạt đất đai trái phép. Ngày 26 tháng 1 năm 2015, Ban Chỉ đạo Tây Nguyên tuyên bố chính sách ngăn chặn FULRO và vận động người dân địa phương từ bỏ tà đạo, đồng thời giải quyết tranh chấp đất đai và đầu tư hạ tầng khu vực. Tại phiên họp Quốc hội Việt Nam tháng 7 năm 2016, đại biểu quốc hội Nguyễn Duy Hữu phản ánh thực trạng phá rừng và kêu gọi bảo tồn khu rừng cuối cùng tại Vườn quốc gia Yok Đôn thay vì xây thủy điện. Ngày 28 tháng 10 cùng năm tại Buôn Ma Thuột, Ban Chỉ đạo Tây Nguyên và Ban Tuyên giáo Trung Ương Đảng Cộng sản Việt Nam hội thảo phương pháp tuyên truyền người dân tộc thiểu số khu vực. Ngày 6 tháng 3 năm 2018, Thủ tướng chính phủ Nguyễn Xuân Phúc ban hành Quyết định 12/2018/QĐ-TTg về chính sách người uy tín dân tộc thiểu số, theo đó công nhận già làng tại Tây Nguyên.

### Chính quyền địa phương
Chính quyền khu vực Tây Nguyên thiết lập lực lượng nòng cốt nhằm tuyên truyền người dân tộc thiểu số: 10.497 người vào năm 2001 lên thành 30.124 người vào năm 2011 tại Gia Lai, 2.174 người tại Kon Tum, 2.368 người tại Đắk Lắk, 3.355 người tại Đắk Nông. Từ ngày 12 đến ngày 24 tháng 12 năm 2004, cảnh sát tỉnh Gia Lai bắt giữ 129 người Thượng. Tính đến tháng 7 năm 2005 tại Đắk Lắk, 210 người tham gia FULRO tự thú và bắt giữ 613 người. Lực lượng an ninh khu vực phát hiện 824 cơ sở FULRO vào năm 2003 (349 cơ sở tại Đắk Lắk, 363 cơ sở tại Gia Lai, 65 cơ sở tại Kon Tum, 47 cơ sở tại Lâm Đồng), chính quyền khu vực Tây Nguyên đưa 1.000 người vượt biên trái phép hồi hương. Tháng 3 năm 2009, Ủy viên Ban Chỉ đạo Trung ương về phòng, chống tham nhũng Đảng Cộng sản Việt Nam Lê Hồng Anh thông cáo tham nhũng tại Tây Nguyên bị phát giác phần lớn nhờ thanh tra cũng như tố cáo của người dân và báo chí. Năm 2008, thống kê Gia Lai có 41 công chức sai phạm hơn 7,6 tỷ đồng, Kon Tum có 6 công chức sai phạm hơn 4,8 tỷ đồng. Theo thống kê năm 2009, chính quyền khu vực bắt giữ 14.200 người tham gia FULRO tại Tây Nguyên và 400 người FULRO hoạt động du kích trong rừng, triệt phá 395 khung tổ chức FULRO và 299 khung tổ chức Tin lành Đê Ga.
Theo báo cáo năm 2014 về người dân tộc thiểu số của Ủy ban nhân dân tỉnh Đắk Lắk, mỗi hộ gia đình được cấp 400m² đất, 40% sử dụng nước hợp vệ sinh, 100% hộ nghèo được khám chữa bệnh miễn phí, trẻ em đến trường đúng độ tuổi. Biên phòng Đắk Lắk mở tám lớp dạy tiếng dân tộc với 199 sĩ quan, đồng thời thực hiện chính sách đào tạo quân nhân người dân tộc thiểu số. Tính đến năm 2021, khu vực Tây Nguyên thống kê hơn 99,81% buôn có Đảng viên Đảng Cộng sản Việt Nam người dân tộc thiểu số, 245/599 xã nông thôn mới. Chính quyền khu vực Tây Nguyên cho rằng tình trạng thiếu đất do di dân tự do, tập quán canh tác lạc hậu, quản lý chuyển nhượng đất đai buông lỏng. Các công ty quân đội tại Tây Nguyên (Công ty 74, Công ty 72, Công ty Cà phê 15) tham gia xây dựng cơ sở hạ tầng khu vực và hỗ trợ người dân tộc thiểu số sản xuất nông nghiệp. Ngày 17 tháng 7 năm 2020, cựu chủ tịch Ủy ban nhân dân tỉnh Đắk Lắk Nguyễn Văn Lạng cho rằng "không buông lỏng quản lý nhưng nếu quá chặt chẽ thì không ai đến đầu tư" và đề xuất chính sách quản lý theo hướng thành phố thông minh. Phó Ban Kinh tế Trung ương Đảng Cộng sản Việt Nam Trần Sỹ Thanh cho rằng khu vực "khoác lên mình chiếc áo giáp khá dày", trong khi Phó Tổng tham mưu trưởng Quân đội nhân dân Việt Nam Nguyễn Trọng Bình cho biết khu vực bị "nhà đầu tư trong nước không mặn mà nhưng nhà đầu tư nước ngoài sẵn sàng bỏ tiền vào" và quyết định từ chối vì "những điểm trọng yếu liên quan đến quốc phòng an ninh". Bí thư Huyện ủy Đak Đoa Nguyễn Ngọc Thọ thống kê địa phương có trên 500 người tham gia FULRO vào năm 2001, số lượng giảm còn 21 người tính đến năm 2021 với thái độ tuân thủ chính sách tại địa phương. Mô hình giáo dục cải tạo người tham gia FLURO tại Hà Bầu được tỉnh Gia Lai lựa chọn làm hình mẫu.

### Chính phủ Campuchia
Ngày 16 tháng 2 năm 2010, chính phủ Campuchia đóng cửa trại tị nạn người Thượng tại Phnôm Pênh, chính phủ Việt Nam tiếp nhận 10 người dân tộc thiểu số Tây Nguyên theo thỏa thuận ba bên Campuchia – Việt Nam – Cao ủy Liên Hợp Quốc về người tị nạn (UNHCR) ký kết ngày 25 tháng 1 năm 2005. Người phát ngôn Bộ Ngoại giao Việt Nam Nguyễn Phương Nga thông cáo "Chính phủ Việt Nam đánh giá cao chính phủ Campuchia đã phối hợp chặt chẽ với Việt Nam và UNHCR trong thời gian qua để tích cực giải quyết số người trong trại tạm cư trên cơ sở MOU 3 bên ký ngày 25 tháng 1 năm 2005, đóng cửa trại tạm cư đúng thời hạn mà Campuchia đã tuyên bố". Phó giám đốc Tổ chức Theo dõi Nhân quyền khu vực châu Á Phil Robertson nói "điều bắt buộc là chính phủ Campuchia phải tuân thủ các thỏa thuận quốc tế và không đưa những người xin tị nạn đến nơi mà cuộc sống và tự do của họ sẽ gặp nguy hiểm", Hiệp hội Cứu trợ Tị nạn Dòng Tên (Jesuit Refugee Service, JRS) ủng hộ việc đóng cửa trại tị nạn tại Campuchia vì cho rằng giống một trung tâm giam giữ. BBC cho biết trại tị nạn hiện còn 20 người Thượng vượt biên sang Campuchia: 10 người tị nạn sang nước thứ ba (Hoa Kỳ, Canada), 10 người bị trục xuất về Việt Nam do không được chấp nhận quy chế tị nạn.

## Tác động
Ngày 14 tháng 4 năm 2008 tại Chư Sê, hàng trăm người Thượng biểu tình đòi đất và quyền thờ tự cũng như thả 300 người sắc tộc bị cầm tù từ năm 2001 đến năm 2004; trong khi một cảnh sát huyện Chư Sê cho rằng "một số người ở Hoa Kỳ gọi điện kích động người dân tộc thiểu số". Báo Phú Yên báo cáo biểu tình tại xã Ea Lâm thuộc Phú Yên vào ngày 31 tháng 8 năm 2006 và ngày 13 tháng 4 năm 2008, cáo buộc Tin Lành Đê ga và FULRO lôi kéo người dân tộc thiểu số chống chính quyền, công an Phú Yên bắt giữ 11 người và khởi tố 2 người tính đến tháng 8 năm 2009. Ngày 7 tháng 7 năm 2011, Tổ chức Quỹ người Thượng cho biết cảnh sát giải tán người dân theo đạo Tin Lành tại làng Kret Krot thuộc xã Hra (tỉnh Gia Lai), 12 đàn ông và 4 phụ nữ bị đánh, có người bị bắt giam. Ngày 10 tháng 5 năm 2012, ba người Thượng bị bắt giữ vì 'âm mưu lật đổ chính quyền', luật sư nhân quyền Scott Johnson cho rằng "làm sao một nhóm người dân tộc thiểu số với gươm và cung nỏ có thể lật đổ được chính phủ Việt Nam.[...] Đây chỉ là một kiểu dàn dựng của chính phủ". Ngày 28 tháng 3 năm 2013, tám người Thượng bị tuyên án 7–11 năm tù vì "cấu kết với phản động nước ngoài thành lập một nhà nước riêng của người thiểu số".
Khoảng hơn 12.000 người Thượng định cư tại North Carolina tính đến năm 2013, chuyên viên cố vấn về vấn đề thổ dân Key Rebold nói "đa số trình độ học vấn không cao, đi làm với đồng lương ít ỏi, nhưng chính những sinh hoạt đức tin và tôn giáo mang họ về với thực tế của cuộc sống mới", linh mục Trần Công Vang [tại North Carolina] cho biết "người Thượng sống xen lẫn với người Mỹ – người Tây Ban Nha – người Việt". Tháng 8 năm 2014, Ủy ban Tự do tôn giáo Quốc tế Hoa Kỳ (USCIRF) cho biết tám người Thượng tại Tây Nguyên thuộc phong trào Công giáo độc lập bị kết án từ 3 năm đến 11 năm tù vì "kích động lòng hận thù sắc tộc và tôn giáo" do biểu tình phản đối di dời ở tỉnh Gia Lai, giám mục tại Kon Tum bị từ chối đi đến nơi mà những người này cư ngụ. Ngày 1 tháng 12 năm 2014, chính phủ Việt Nam yêu cầu Campuchia trục xuất 16 người Thượng vượt biên vào Ratanakiri. Ngày 11 tháng 2 năm 2015, chín người Thượng vượt biên sang Ratanakiri thuộc Campuchia tị nạn và được báo cáo đến Liên Hợp Quốc, Bộ trưởng Bộ Nội vụ Campuchia Sar Kheng tuyên bố "sẽ xem xét tất cả các kiến nghị xin tị nạn đối với từng trường hợp", nhưng sẽ chuyển người tị nạn sang nước thứ ba hoặc trục xuất người xin tị nạn hồi hương nếu không được công nhận tị nạn. Ngày 20 tháng 2 năm 2016, công an Gia Lai bắt giữ bốn người vì "phá hoại chính sách đoàn kết dân tộc".
Tháng 4 năm 2017, khoảng 50 người Thượng vượt biên Campuchia tới Thái Lan do lo ngại hồi hương về Việt Nam, dẫn đến tổng số người Thượng tại Thái Lan lên 250 người. Y Yony—một người Ê Đê—nói "tôi đã hứa với chính quyền rằng sẽ không trốn khỏi Việt Nam và sẽ xin phép họ bất cứ khi nào tôi muốn đi bất cứ đâu. Đó là lý do tại sao tôi không muốn quay trở lại", Y Djơm Ênuôl — một người Ê Đê khác — nói "tôi không thể trở về Việt Nam vì cảnh sát sẽ bắt tôi ở đó và tra tấn tôi trong tù", Xiu A Nem — một người Gia Rai — nói "tôi đã bị áp bức ở Việt Nam vì tôi là một người phản kháng, họ không tôn trọng tự do tôn giáo. Tôi đã bị tống giam hai năm nhưng tôi đã trốn sang Thái Lan và được Canada chấp nhận tị nạn nhờ sự giúp đỡ từ [các nhóm nhân quyền]". Ngày 31 tháng 8 năm 2018, các nhà hoạt động nhân quyền kêu gọi thả người Thượng (khoảng 38 người đến từ Campuchia và ước tính khoảng 130 người từ Việt Nam) bị bắt tại huyện Bang Yai thuộc tỉnh Nonthaburi, những người này được cho là tị nạn hoặc xin tị nạn và sẽ gặp nguy hiểm nếu bị trục xuất hồi hương. Người phát ngôn Bộ Ngoại giao Thái Lan Busadee Santipitaks cho biết đang xem xét sự việc. Tổ chức Theo dõi Nhân quyền tuyên bố "chính phủ Thái Lan cần trả tự do ngay lập tức cho 181 người tị nạn dân tộc thiểu số và người xin tị nạn, hầu hết có tình trạng tị nạn của Liên Hợp Quốc". Ngày 14 tháng 10 năm 2019, phó Bí thư Đảng ủy xã Ia Le (huyện Chư Pưh, tỉnh Gia Lai) Siu H’Bhem xác nhận "từ năm 2001 đến nay, có 96 người dân địa phương đã vượt biên trái phép qua Campuchia và Thái Lan để được 'đưa đi Hoa Kỳ'". Ngày 17 tháng 6 năm 2020, phái đoàn ngoại giao Hoa Kỳ gặp mặt các tín hữu Tin Lành độc lập khu vực Tây Nguyên và bị an ninh Việt Nam theo dõi nhật trình".